# Corezzo

Cartello di Corezzo

Corezzo è una frazione del comune italiano di Chiusi della Verna nella provincia di Arezzo, in Toscana. 
Il paese è anche conosciuto per il suo prodotto tipico, il tortello alla lastra.

## Geografia fisica

### Posizione e territorio
Corezzo è una frazione del comune di Chiusi della Verna, in provincia di Arezzo, situata a circa 760 metri di altitudine sul livello del mare. È il principale paese della Vallesanta e sorge su un crinale dell'Appennino tosco-romagnolo, vicino al confine del Parco Nazionale delle Foreste Casentinesi. Il territorio circostante è caratterizzato da rilievi con un paesaggio montano definito da crinali, valli e aree boschive. L'assetto geografico di Corezzo è influenzato dalla sua posizione di spartiacque fluviale.

### Rilievi principali
Il paesaggio di Corezzo è dominato da diversi rilievi montuosi. I più importanti sono il Passo della Serra (1102 m), che costituisce uno storico collegamento e il Monte Falterona (1654 m), da cui nasce il fiume Arno, che influenza l'idrografia locale. Ulteriori rilievi importanti sono a sud il Monte Penna, con affioramenti di pietre macigno, a nord-est il Monte Zuccherodante (1267 m), a est il Monte Fatucchio (904 m), le cui pendici sono caratterizzate da calanchi, e a sud-est il Monte Castelsavino (1242 m).

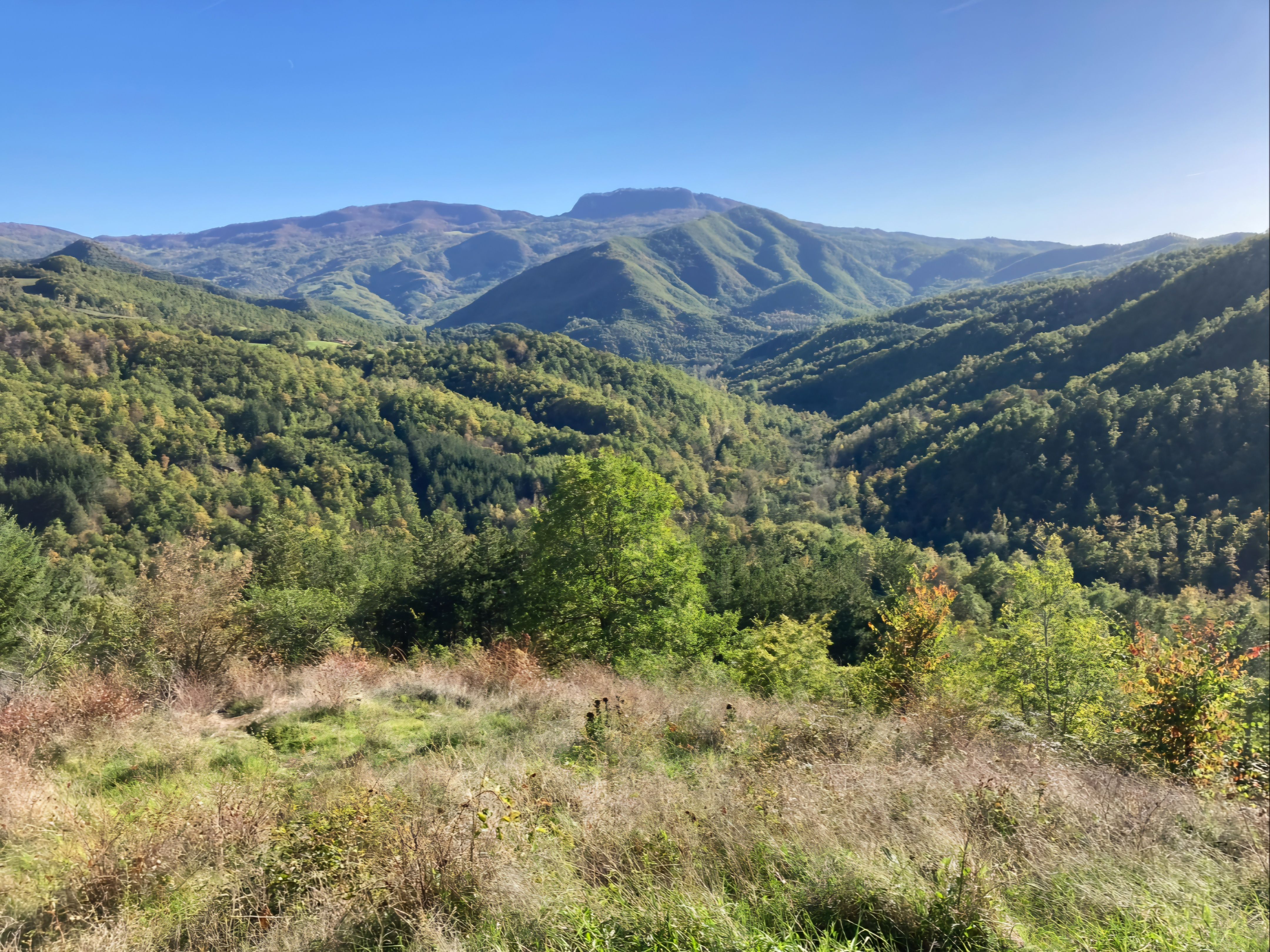
Monte Fatucchio(a sinistra) e Monte Penna(al centro) visti dal borgo

### Idrografia
L'idrografia locale è dominata dal torrente Corsalone, il torrente Corezzo e una fitta rete di fossi come il fosso Serra, creando microambienti favorevoli alla presenza di specie acquatiche.

### Clima
Il clima di Corezzo è di tipo montano, influenzato dall'altitudine e dalla presenza dei rilievi appenninici. Nei periodi di transizione stagionale sono presenti nebbie mattutine. Gli inverni risultano rigidi, con frequenti nevicate tra dicembre e marzo e temperature minime che spesso scendono sotto lo zero. Le estati sono fresche, con massime che raramente superano i 26-28 °C e notevoli escursioni termiche tra giorno e notte.

### Vegetazione e uso del suolo
La vegetazione di Corezzo è caratterizzata da boschi misti di faggio e abete bianco alle quote più elevate, residui delle foreste primarie dell'Appennino, oggi protette nell'ambito del Parco Nazionale. A quote inferiori si trovano estesi castagneti e rovi, un tempo fondamentali per l'economia locale. Intorno al borgo si estendono terreni coltivati e una rete di mulattiere che collega Corezzo ai centri vicini, come Chiusi della Verna, Badia Prataglia, Serra, Val della Meta, Frassineta, Rimbocchi e Biforco.

### Fauna
La fauna di Corezzo è ricca e variegata, grazie alla vicinanza al Parco Nazionale delle Foreste Casentinesi. I principali animali che popolano l'area sono i mammiferi come il cinghiale, il capriolo, il cervo, la volpe, la lepre e più raro il lupo appenninico, gli uccelli come il tottavilla, il calandro, la civetta, il picchio, la gazza, il gufo e il falco pellegrino, i rettili come la vipera, il saettone e la biscia, gli anfibi come il rospo comune e l'ululone appenninico, i pesci come la trota fario, il vairone, il barbo, l'anguilla e il gambero di fiume. Infine ci sono invertebrati come la farfalla, la falena, la mantide religiosa, numerosi xilofagi e coleotteri come il cervo volante.

## Storia

### Origini e prime testimonianze
Il nome Coretio suggerisce una possibile origine umbra del luogo, ma la prima testimonianza scritta risale soltanto al 967, anno in cui l'imperatore Ottone I concesse il forestum de Corezo in feudo a Gausfredo di Ildebrando.
L'area di Corezzo era già da tempo riconosciuta come importante via di transito: le legioni romane, partendo da Arezzo, si dirigevano verso la valle del Savio passando attraverso il Passo di Serra per combattere le popolazioni umbre.
Successivamente, Corezzo assunse anche un ruolo nella linea difensiva dell'Impero Bizantino, tesa a contrastare l'avanzata dei Longobardi verso oriente.

### Alto Medioevo
Tra il IX e il X secolo si registrò in Vallesanta una forte presenza di popolazioni germaniche, che mantennero vive le proprie tradizioni e consuetudini, distinguendosi etnicamente dalle popolazioni locali.
Nel maggio del 1016 viene documentata una contessa, “Gemma comitissa” (Cadolingi) che risiedeva con la sua corte (curtis) proprio a Corezzo (Reg. Cam.), forse in seguito ad una concessione fiscale in favore dei Cadolingi come testimoniato da due documenti di cui uno riportato qua sotto tradotto dal latino medievale.

Reg. Leon. n. 40 p. 19 (1016, maggio, Arezzo)
Gemma, contessa, figlia del fu Cadolo, per sua libera volontà consegnò a Leone, figlio del fu Ursoni, la metà di un bene situato all'interno del territorio della pieve di San Ippolito (non più esistente), nel luogo detto Bibbiena, in località Valle; tale metà era stata in passato posseduta e detenuta da Giovanni massaro, così come ora la possiede e detiene, per conto della contessa stessa, il suddetto Leone. Concesse il bene a condizione che egli dovesse tenerlo, coltivarlo, migliorarlo e goderne, e che ogni anno dovesse consegnare e rendere quanto dovuto presso la corte della contessa, nel luogo di Corezzo...
Nei secoli IX e X, il tratto superiore del Corsalone formava un vasto blocco di terre controllato dal fisco, soggetto a essere dato e ripreso successivamente. Dopo il Mille i re non ci ritornarono più e anche i Cadolingi spariscono dalle fonti.
Questa volta, tuttavia, le loro terre non ritornarono al fisco: già nel 1038 i monaci di Prataglia possedevano un dominico a Corezzo che potrebbe risalire a un dono dei Cadolingi. Un atto stipulato nel 1050 riporta la seguente annotazione: “Breve recordationis qualiter factum est in Casale Corectiio, juxta ecclesiam S. Andree”, ovvero un “breve ricordo di ciò che avvenne nel casale di Corezzo vicino alla chiesa di Sant'Andrea”.
Ciò testimonia l'esistenza di una chiesa già a quell'epoca, anche se ancora non erano stati eretti né il castello né le eventuali palizzate difensive. Il castello di Corezzo sorse in seguito, su un'altura conosciuta come Ontaneta (poio de Unteneta), nome ancora oggi conservato nell'area dove si trova il campo sportivo. Un documento del luglio 1065 cita infatti sia il poggio di Ontaneta sia il tracciato della via Maior (Reg. Cam.), che corrisponde all'attuale via Romea.

### Basso Medioevo
Durante i secoli XI, XII e XIII, mentre l'Abbazia di Prataglia e l'Eremo di Camaldoli consolidavano il loro dominio sui casali circostanti, il territorio di Corezzo passava di mano: dapprima ai Conti Catani di Chiusi, poi ai Guidi di Romena.
Nel 1257, per volontà di Guido d'Aghinolfo, Corezzo fu restituito a Guglielmino, vescovo e conte di Arezzo, già proprietario anche del castello di Montefatucchio e caduto poi nella battaglia di Campaldino.
Nel frattempo, con la nascita dei primi fermenti comunali, anche la struttura del paese si modificava: attorno al cassero centrale, dominato da una torre che ad oggi si troverebbe nei pressi attuale Piazza Europa insieme alla scomparsa pieve di Sant'Andrea, documentata fin dal 1050 da cui poi iniziò a svilupparsi il borgo verso sud.
Verso nord, invece, fuori dalle mura, sorse un hospitale — una semplice capanna dotata di uno o due letti — destinata ad accogliere i viandanti in transito sulla via di collegamento tra Toscana e Romagna, controllata dai Conti Guidi di Bagno.

### Il passaggio alla Repubblica di Firenze (1384-1404) e il periodo Mediceo
Nel 1384 Corezzo, come il resto del contado aretino, fu annesso alla Repubblica di Firenze.
La Repubblica acquistò il feudo dal francese Engerando di Cossè, per poi concederlo, assieme ad altri castelli della montagna, a Guido e Ricciardo dei Conti di Bagno.
Tuttavia, dopo che questi ultimi si resero ribelli, Firenze li spogliò dei loro possedimenti nel 1404, istituendo così la podesteria di Chiusi (Porcellotti).
Del periodo mediceo rimane ancora una traccia visibile sulla facciata di un'abitazione situata nei pressi della perduta torre del cassero, al centro del paese, si conservano l'emblema della Signoria dei Medici e, sotto di esso, il leone dei Conti Guidi, ormai consumato dal tempo.

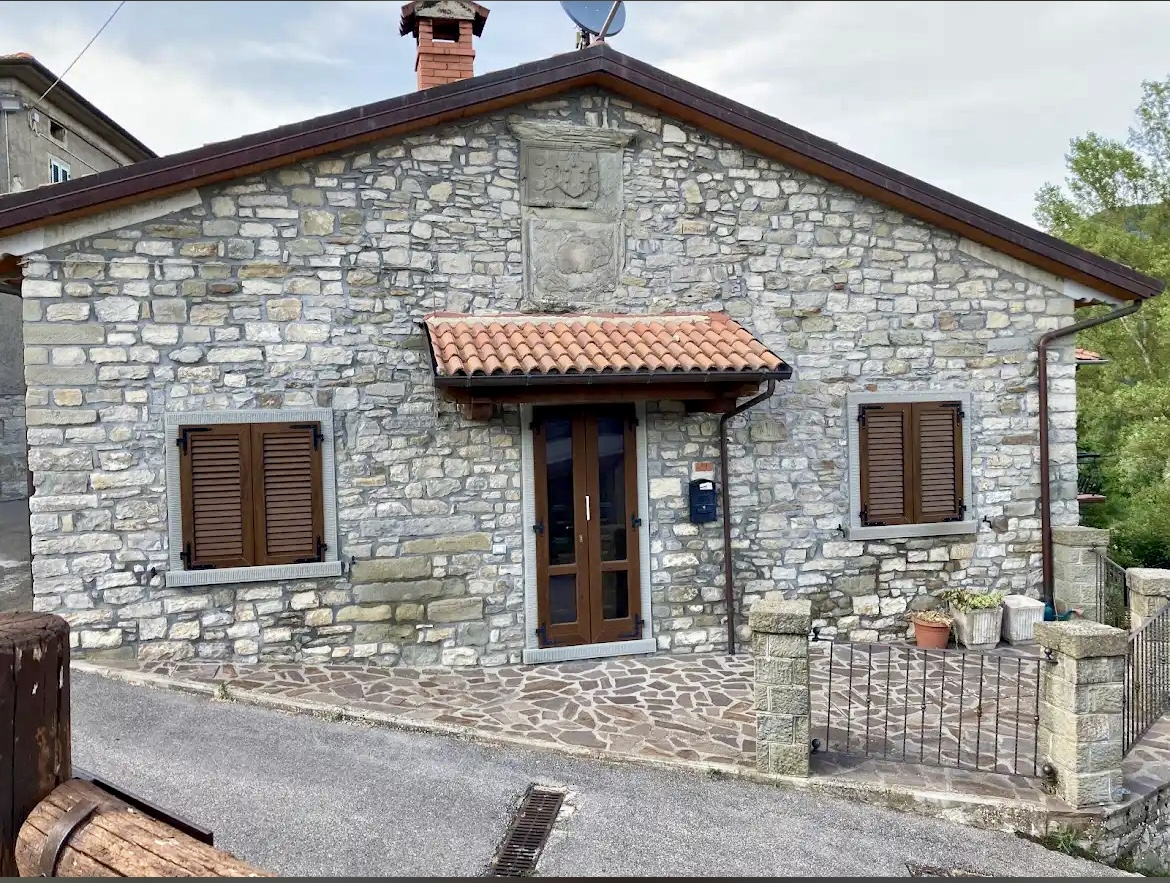
Traccia Medicea su un'abitazione

In una visita pastorale del 1534 la chiesa di Corezzo risulta ormai elevata al rango di pieve. In paese esisteva anche una Fraternitas de Corezo e un ospedale dedicato a San Giuliano, ormai ridotto in rovina e privo di letti.
La vita quotidiana a Corezzo, come in tanti altri piccoli centri dell'Appennino, fu a lungo segnata da gravi difficoltà: isolamento, rinunce e povertà ne caratterizzarono la storia.
Fu anche per questo motivo che, il 20 luglio 1773, durante un viaggio verso la Verna, il Granduca di Toscana Pietro Leopoldo d'Austria, colpito dalla miseria del pievano locale Don Giuseppe Mascalchi, decise di esentare Corezzo dal pagamento della tassa sui bestiami.

### Periodo postunitario
Negli anni Settanta del XIX secolo venne studiato il progetto di una linea ferroviaria con telegrafo Forlì-Arezzo, che avrebbe dovuto avere una galleria rettilinea nei pressi di Corezzo. La stazione ferroviaria più vicina a Corezzo sarebbe stata quella di Rimbocchi, tale progetto però non fu mai realizzato.
Nel maggio 1954 a seguito della Legge della Montagna si attesta l'arrivo dell'acqua corrente in paese incrementando il benessere degli abitanti.
Nel 1996 nasce la Proloco di Corezzo.

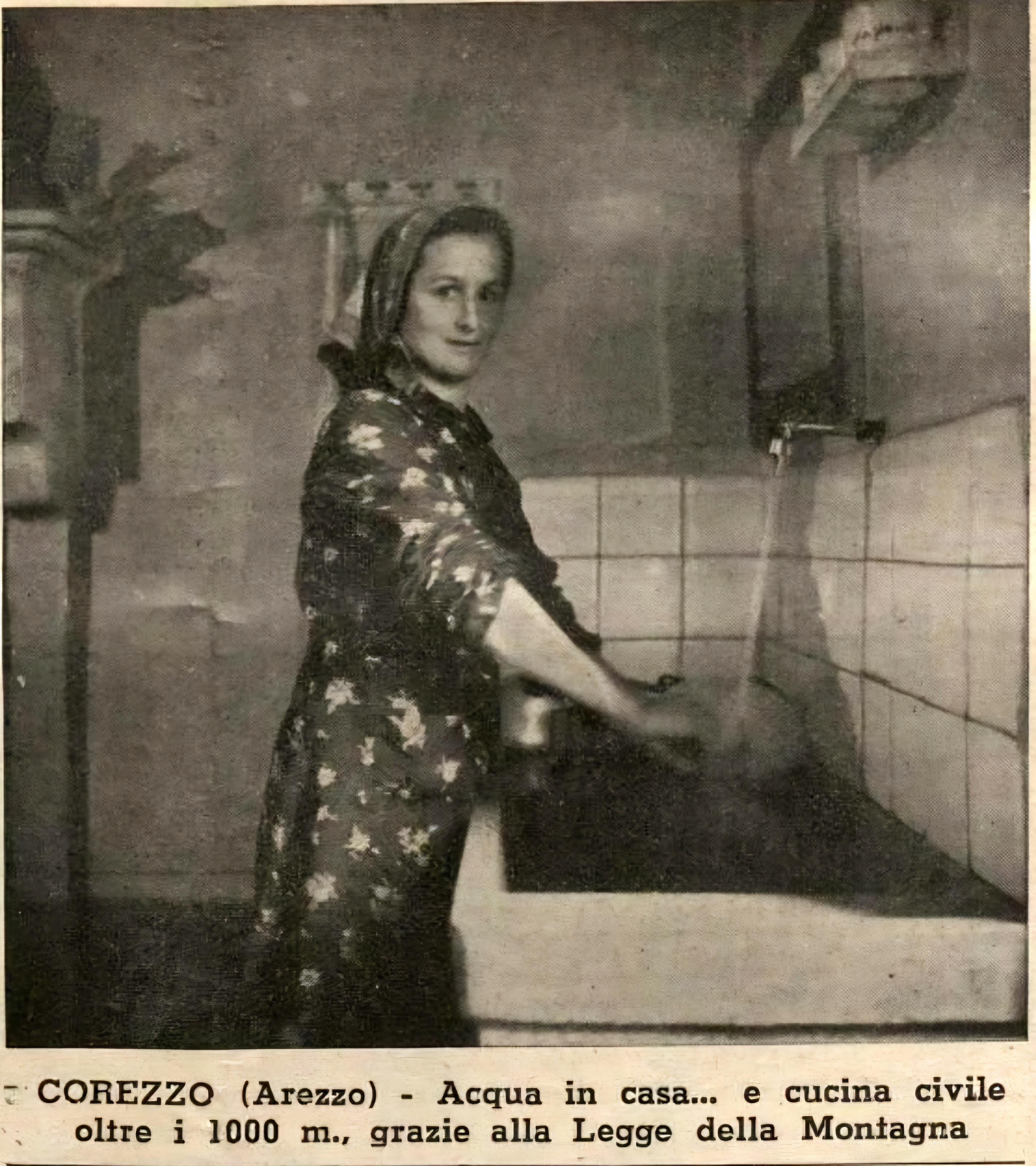
Arrivo dell'acqua corrente a Corezzo

## Monumenti e luoghi d'interesse

### Piazza Europa
La piazza principale del paese è stata realizzata nel primo quarto del Novecento, in un'area che in precedenza ospitava un'aia, costituita da un rialzo di terra e pietre. In occasione della sua costruzione, fu collocato al centro un obelisco in marmo bianco, dedicato ai soldati caduti in guerra. Nel corso dei decenni la piazza ha subito alcune modifiche, pur mantenendo l'impianto originario.

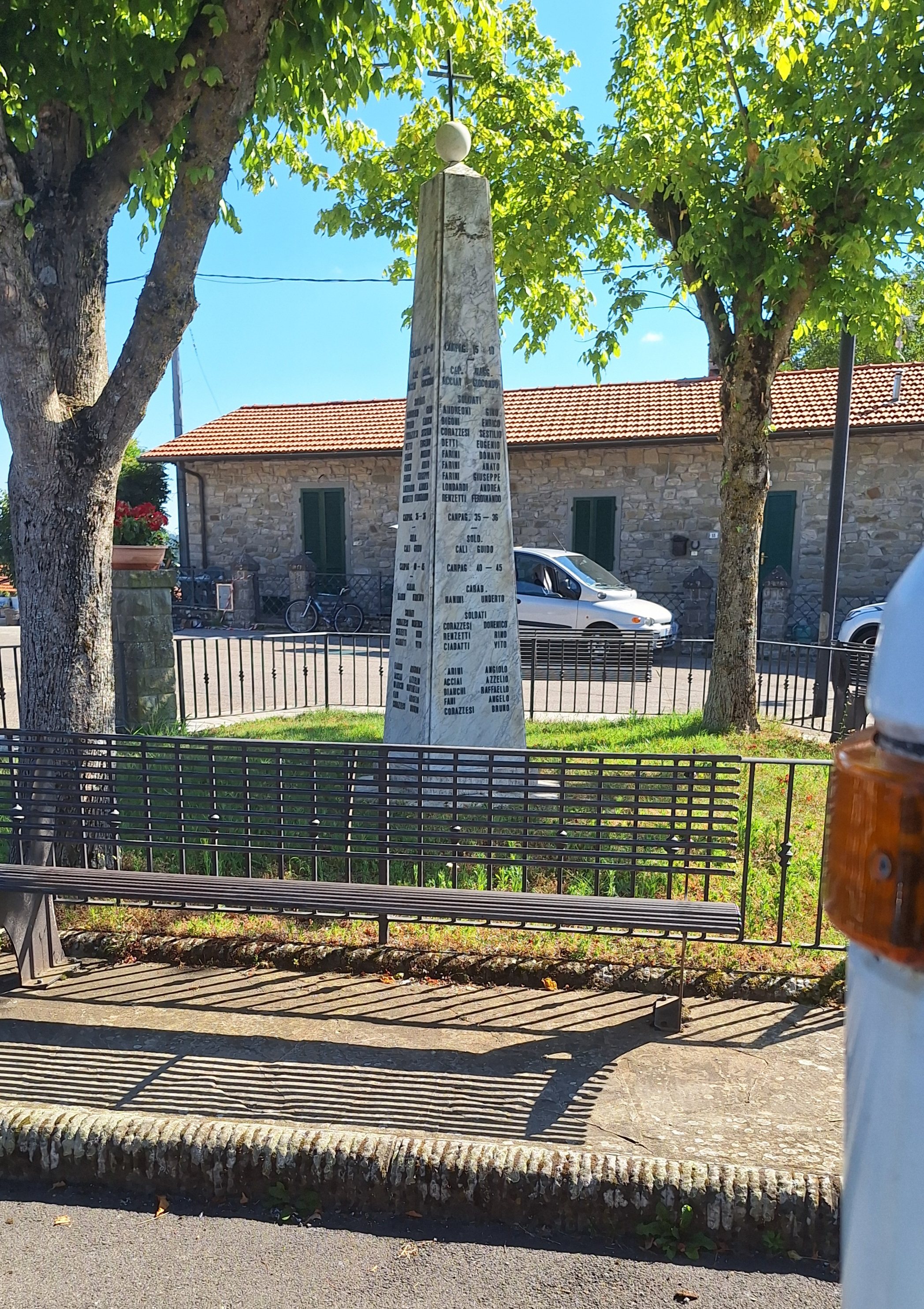
Obelisco in marmo posto al centro della Piazza

### Chiesa di Sant'Andrea
La chiesa di Sant'Andrea a Corezzo è un edificio a navata unica, costruito in muratura portante tra il 1923 e il 1928. La facciata è a capanna, realizzata in conci di pietra a vista disposti in filari regolari. Al centro, sopra il portale in pietra serena, è presente una tettoia, aggiunta tra gli anni Novanta e i primi anni Duemila. Ai lati della facciata si aprono due finestre ad arco a tutto sesto, mentre nella parte alta è collocata una finestra oculare. La copertura dell'aula è a due falde inclinate, sostenute da capriate lignee. Tra gli anni Settanta e Ottanta del Novecento è stato ristrutturato l'altare.

Nel 2022 sono stati eseguiti alcuni interventi di restauro alla facciata: sono stati sostituiti i pinnacoli agli estremi, restaurata la croce centrale e rinnovata la tettoia sovrastante l'ingresso.

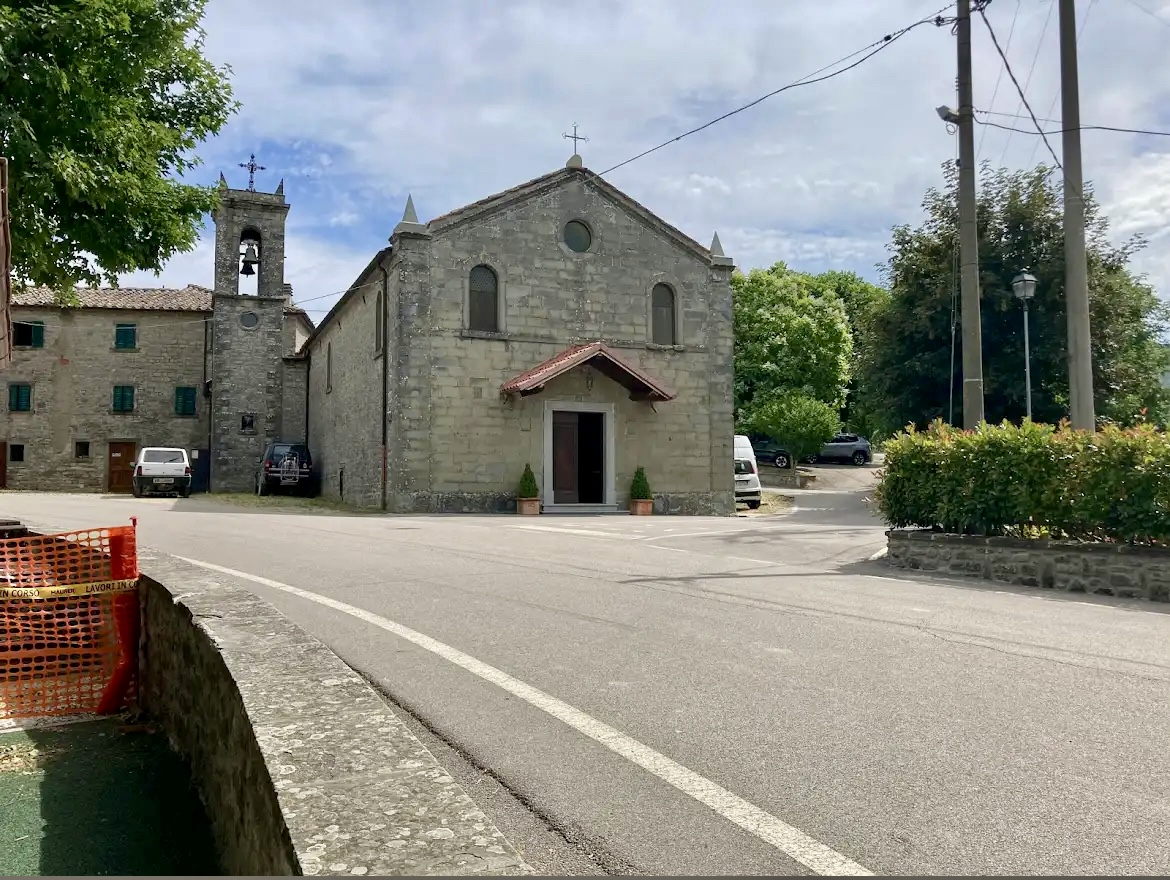
Chiesa di Sant'Andrea

### La vecchia chiesa
Nel pomeriggio del 29 giugno 1919 una forte scossa di terremoto, propagatasi dal Mugello, compromise irrimediabilmente la chiesa parrocchiale di Corezzo, che già versava in cattivo stato.
Nel luogo dove era ubicata la chiesa perduta, la popolazione volle conservarne memoria, posando nel 1930 una stele di pietra sormontata da una croce di ferro, sostituita con una nuova nel 2024, accompagnata da un cartello informativo sulla storia dell'antica chiesa.

#### Storia dell'antica chiesa

##### La compagnia del Corpo di Cristo e la Compagnia del Rosario
La presenza della chiesa è documentata fin dal Quattrocento, come chiesa di patronato della Societàs Corporis Christi. Al suo interno veniva conservato il Santissimo Sacramento dell'Eucaristia con lampada accesa, non potendo essere custodito nella pieve di Sant'Andrea.
La Compagnia del Corpo di Cristo era amministrata da un Priore, da alcuni consiglieri e da un Camerlengo. Svolgeva funzioni caritative e parrocchiali: accompagnava il pievano quando portava la comunione o l'estrema unzione, assisteva i defunti e aveva l'obbligo di solennizzare, a giugno, la festa del Corpus Domini.
Con il tempo, poiché l'antica pieve di Sant'Andrea risultava scomoda da raggiungere, la chiesa della Compagnia cominciò ad accogliere alcune celebrazioni liturgiche. Questo divenne frequente soprattutto dopo il 1616, quando – come riferì sull'antica pieve il pievano Giulio Corazzesi – «rovinata, hora si rifà da fondamenti».
Dal 1674, nella stessa chiesa operava anche una seconda compagnia: la Societàs Sanctissimi Rosarii, anch'essa amministrata da Priore, consiglieri e Camerlengo. Questa aveva l'onere di celebrare a settembre la festa della Madonna del Rosario. Le due compagnie si distinguevano per il colore della cappa: bianca per la Compagnia del Corpo di Cristo, azzurra per quella del Rosario.
All'inizio del Settecento le due compagnie furono unificate nella Compagnia del Santissimo Sacramento e del Rosario. Questa possedeva diversi appezzamenti di terreno che le erano stati lasciati in eredità da benefattori e confratelli, secondo l'inventario del 1731 redatto dal Priore Matteo Bianchelli e dal Camerlengo Giovan Battista Paggetti, ammontavano complessivamente a 50 staia e mezzo.
Nel 1716, il progressivo deterioramento della vecchia pieve e della canonica spinse il pievano don Antonio Paggetti a chiedere il trasferimento del fonte battesimale nella chiesa della Compagnia, i seguito i compatroni chiesero il trasferimento di una campana, caduta dal campanile. Con il progressivo abbandono della pieve e il suo crollo definitivo, la chiesa della Compagnia assunse tutte le funzioni religiose del paese, ottenendo anche il titolo di chiesa di Sant'Andrea.

##### Il passaggio al patrimonio ecclesiastico e la progressiva rovina
Con motu proprio del 21 marzo 1785, il Granduca Pietro Leopoldo soppresse tutte le confraternite, indipendentemente dal loro nome o scopo. La chiesa, con tutti i suoi beni mobili e immobili, passò al Patrimonio Ecclesiastico e, con motu proprio del 6 marzo 1789, divenne di patronato regio.
Quando fu visitata dal vescovo Giovanni Volpi nel 1914, la chiesa versava in gravi condizioni. Il parroco don Ernesto Severi riferì che era già in atto un progetto per la costruzione di una nuova chiesa. A causa della guerra, il proposito fu ripreso ufficialmente il 30 novembre 1919, durante la festa patronale di Sant'Andrea, con la costituzione di un apposito comitato.
All'indomani del terremoto del 1919, il vescovo Emanuele Mignone visitò la parrocchia e constatò che «alle mura della chiesa erano stati apprestati armamenti in maniera assai primitiva tanto da deformarla e non garantire l'incolumità dei fedeli». Nel settembre del 1923, il parroco don Francesco Minocchi annotò nel Registro delle feste popolari di non aver potuto celebrare la festa della Madonna Addolorata, poiché la chiesa era già stata demolita.

#### Descrizione della vecchia chiesa

##### Aspetto esterno
L'edificio era caratterizzato da quattro mura rozze con una porta principale. Il tetto era a due falde, sostenuto da tre capriate con correnti, impiallacciatura e copertura in lastre. L'ingresso laterale era incorniciato in pietra, come anche due finestre situate sul medesimo lato. Sul lato opposto all'entrata il campanile s'innalzava a torre sul lato destro del fondo della chiesa ed era dotato di quattro aperture ad arco.

##### Aspetto interno
L'interno consisteva in una navata unica, priva di decorazioni architettoniche. Il pavimento era composto da lastroni in pietra in cui vi si trovavano tre sepolcri, ciascuno con lapide e chiusino in pietra, il presbiterio era separato da uno scalino in pietra alto sei soldi. L'altare maggiore era in muratura ed aveva una predella, una nicchia con il crocifisso e tre gradini in legno, ai suoi lati si aprivano due porte incorniciate che conducevano alla sagrestia provvista di una finestra laterale. A sinistra dell'ingresso vi era il fonte battesimale in pietra, coperto di legno con una conca di rame. Infine era presente anche il pulpito giallo e grigio, dotato di crocifisso e scaletta per l'accesso.

### Aree per l'attività all'aperto
A Corezzo nei pressi della chiesa sono presenti delle aree per l'attività all'aperto come i due giardini pubblici, il campo da calcio, il campo da calcetto,tennis e pallavolo, una palestra all'aperto, ed una rete di sentieri per le camminate.

## Cultura

### Feste

#### Il Cinceri (carnevale di corezzo)
L'ultimo giorno di carnevale era vestito con dei vestiti logori un fantoccio fatto di rami e paglia chiamato "cinceri", che veniva portato in giro per il paese sul dorso di una mucca, chi sorreggeva il Cinceri era autorizzato a “sfottere” tutto il pubblico. Il corteo era composto da uomini vestiti da donne e viceversa ed era accompagnato da musica di fisarmonica e clarinetto, infine la sera il Cinceri veniva bruciato.

#### Cantamaggio
La festa del Cantamaggio (conosciuta anche come calendimaggio) veniva svolta a Corezzo l'ultima notte di aprile e consisteva nell'andare di sera o di notte sotto le finestre delle ragazze di cui era saputo di chi erano innamorate a cantare il canto del Cantamaggio. Il gruppo era composto da ragazzi che dovevano ancora trovare una moglie che giravano per il paese e nei paesi vicini fino a notte fonda.
Qui sotto è riportato il canto in questione:

#### Il cantamaggio della vallesanta
Ben trovata signoria la veniamo a salutare, la veniamo a salutare
Cantamaggio in compagnia che fa il mondo rallegrare, che fa il mondo rallegrare
Cantamaggio in compagnia che ll'è il mese di Maria, che ll'è il mese di Maria
A cantar si viene apposta per Maria madre nostra, per Maria madre nostra
Siamo giunti a questa casa dove l'è sì bella dama, dove l'è sì bella dama
Fra di noi c'è un che vi ama che di più vi ha dato il cuore, che di più vi ha dato il cuore
Chi di più il cuore v'ha dato l'è (nome) innamorato, l'è (nome) innamorato
Se di più vi ha dato il cuore l'è la (nome) il suo amore, l'è la (nome) il suo amore
Ecco maggio giù pel piano l'è fiorito l'orzo e il grano, l'è fiorito l'orzo e il grano
Se dell'ova voi ci date pregherem per le galline, pregherem per le galline
Pregherem che n sian mangiate dalle volpi e le faine, dalle volpi e le faine
D'altra parte s'ha d'andare non ci fate più aspettare, non ci fate più aspettare (A questo punto se la casa non si apriva, il gruppo proseguiva nel canto)
Se non ci date niente, niente ve pigliasse un accidente, ve pigliasse un accidente (E se ne andavano. Se invece veniva dato qualcosa, il coro rispondeva)
Ringraziamo signoria si saluta e si va via, si saluta e si va via Si saluta bona gente che abbiam da camminare, che abbiam da caminare...

#### L'Ascensione
Durante il periodo dell'Ascensione, dal lunedì al giovedì si svolgevano le rogazioni. La processione seguiva un percorso a forma di croce e, nei punti più panoramici, il sacerdote recitava una preghiera tradizionale: “a peste, fame et bellum”(dalla peste, dalla fame, dalla guerra), “libera nos domine” (liberaci signore), “a flagello terremoto”(dalla distruzione del terremoto), “te rogamus audi nos” (ti preghiamo, ascoltaci).
Al termine del periodo dell'Ascensione, era consuetudine piantantare nei campi una croce di legno, con l'intento di proteggere i raccolti.

#### Festa del Tortello alla Lastra
La festa si tiene ogni anno il 12-13-14 agosto in onore del prodotto tipico del paese, queste tre giornate sono caratterizzate da molteplici attività ed eventi che variano annualmente. La prima edizione risale al 1995. Con il passare degli anni l'iniziativa ha registrato una crescente partecipazione.
I principali eventi della festa sono: La Sagra del tortello alla lastra che viene svolta in una struttura in legno, Il Mercatale della Vallesanta con area bar in piazza Europa, Lo Spettacolo piromusicale in un campo adiacente al paese e La Discoteca all'aperto nel piazzale della struttura.

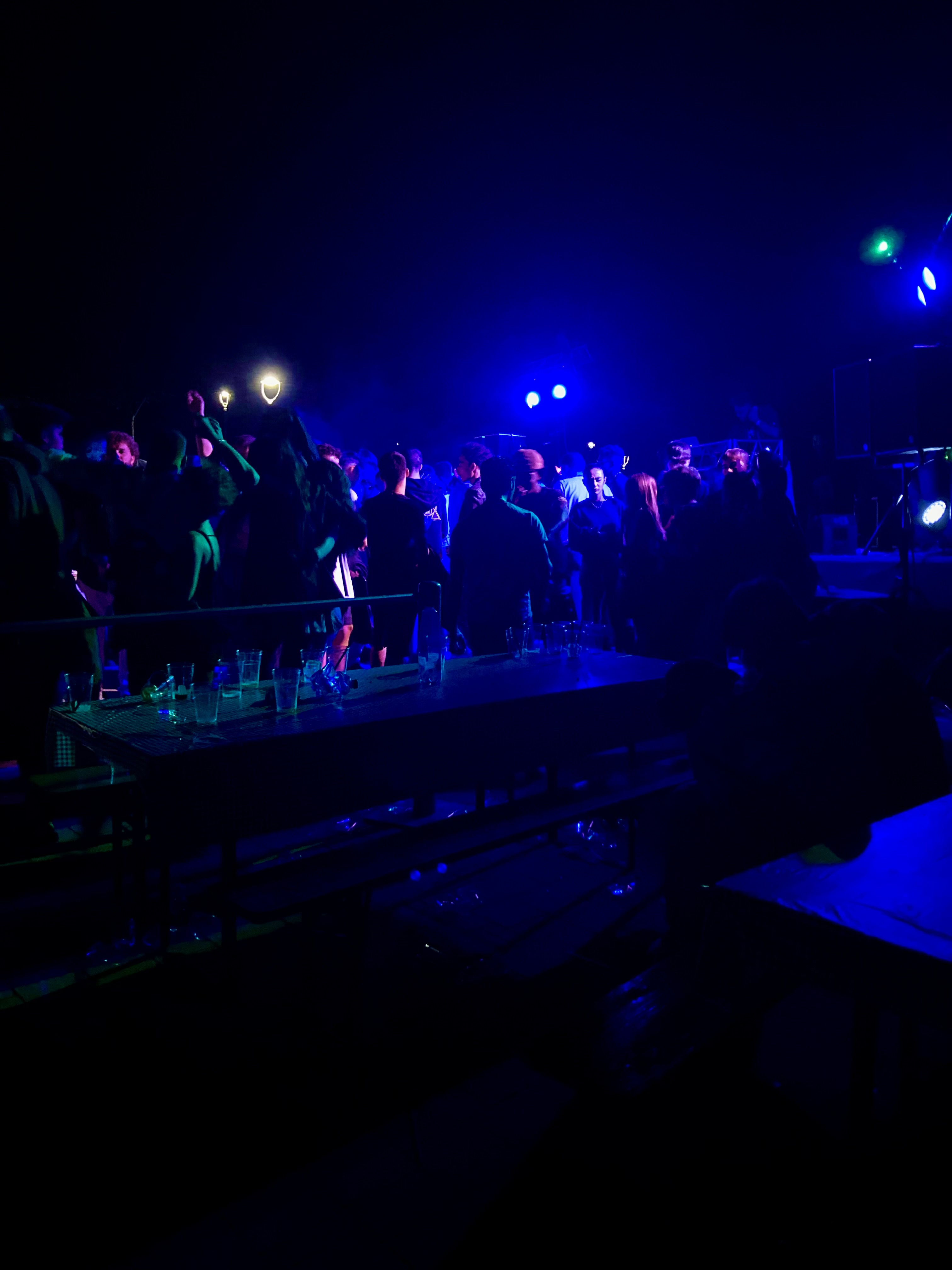
Serata festa del tortello alla lastra

### Altre feste
Altre festività erano svolte il 17 Gennaio (S.Antonio Abate), il 3 Febbraio era il "Giorno delle 7 merende", il 19 Marzo (San Giuseppe) e il 29 Giugno (Santi Pietro e Paolo).

### Usanze e tradizioni

#### Il malocchio
Una credenza diffusa attribuiva forti dolori alla testa al cosiddetto malocchio, che si riteneva potesse essere causato dal sole o dallo sguardo delle serpi.

#### Le veglie invernali
Durante le serate invernali era consuetudine riunirsi attorno al camino per la veglia, durante la quale si cuocevano castagne (brice) e si svolgevano lavori manuali. Uomini e donne producevano oggetti d'uso quotidiano, spesso indispensabili in un'economia di sussistenza.

#### Il ceppo di Natale
Nella notte di Natale si accendeva nel camino un grande ceppo di cerro o quercia, destinato a bruciare per tutta la notte. Secondo la tradizione, la Madonna sarebbe passata a riscaldare le fasce del Bambino Gesù.

#### La carlina contro le streghe
Per proteggere il bestiame dalle streghe, si usava appendere una carlina sopra la porta delle stalle. Si credeva che la strega dovesse contare tutti gli aghi della pianta, così con il sorgere del sole sarebbe stata costretta a fuggire.

#### Le feste di Giugno e Settembre
Durante le due ricorrenze di giugno e settembre, molti bambini della valle ricevevano la Prima Comunione o la Cresima e le strade venivano addobbate con fiori di ginestra.

#### La mietitura del grano
La mietitura del grano, nei mesi estivi, rappresentava un importante momento comunitario che si svolgeva nelle aie, a Corezzo ne esistevano sette: una nell'attuale piazza, una nell'orto sottostante, una presso una casa, una al Borgo, una sulla Colombaia, una al Poggio e una ai Casellini.

#### I riti contro le intemperie
Durante i temporali estivi, si credeva che il suono di una campana benedetta potesse interrompere la grandine. Nei periodi di siccità, invece, si ricorreva al crocifisso custodito nella chiesetta delle Nocette che veniva portato in processione attorno al Monte Fatucchio.

### Leggende
Le leggende narrate in paese erano le seguenti:
- Il Badalischio, figura mitica e leggendaria caratterizza molte località casentinesi. Rappresenta una sorta di “genius loci”, abitante dei fossi e delle zone umide. Si racconta che questo mostro sia nato nella Gorga Nera ed è stato descritto come un grosso serpente con piccole zampe ed alcuni “baffetti”, grosso come un “bambino fasciato”, altri narrano della presenza di un prezioso diadema sulla testa.
- Monte Fatucchio è stato oggetto di svariate leggende poiché si diceva che il monte fosse abitato da streghe e fate, del castello di Monte fatucchio si narra anche della presenza di un passaggio segreto che porta al "Poggio Tre Vescovi".
- Dell'Acqua delle Terre Rosse[14], la tradizione dice che "faccia ringiovanire".
- Del Coroglio[15] del Diavolo si dice che colui che si trovi a passare per questo luogo ha l'illusione di trovarsi vicinissimo al Monte della Verna. La leggenda ha come protagonista il diavolo che nella disperata impresa di tentare S. Francesco, voleva costruire un ponte per poter arrivare al “Sacro Monte” senza attraversare la Vallesanta, non ci riuscì perché improvvisamente arrivò l'alba. Altre versioni riportano che intervenne la “Madonna dei Sette Dolori” della cappellina di Frassineta che fece durare la notte solo poche ore e il diavolo alla luce del giorno fu costretto a scappare.
- Artello[16], si dice che in questa località è possibile vedere i “panni stesi delle fate”.
- Della Buca Del Tesoro[17], si dice che Annibale, nel suo passaggio dall'Artrello e poi dagli Appennini verso il lago Trasimeno, avesse inviato degli uomini a nascondere il tesoro portato con sé per comprare i favori di eventuali alleati. C'è chi ha affermato di essere entrato nella buca prima che fosse franato l'ingresso, di aver visto una scalinata scolpita nella pietra e all'interno un salone con una statua d'oro che aveva un piatto in mano su cui era posta una moneta, altri sono convinti che l'ingresso di questa grotta sia in realtà l'ingresso dell'inferno.

### Istruzione
A Corezzo è presente una scuola, sia dell'infanzia che elementare, al suo interno è inoltre stato allestito l'Ecomuseo della Vallesanta, dedicato a progetti di salvaguardia della storia, degli usi, costumi e folklore della valle.

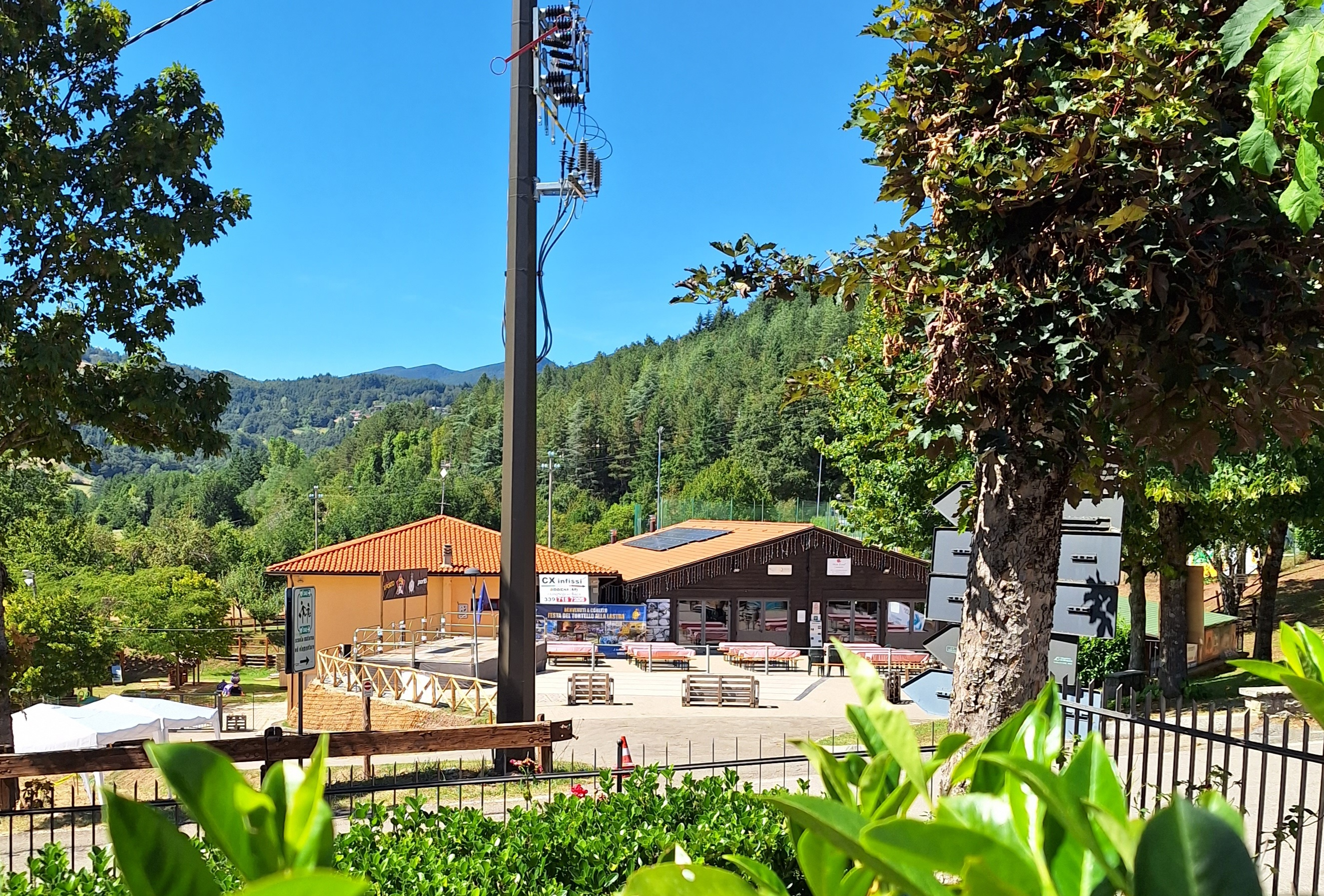
La Scuola e la struttura

## Società

### Popolazione
Secondo il censimento Mediceo, del 1551 a Corezzo erano presenti 319 abitanti, con il censimento Lorenese del 1745 erano 197, nel 1833 erano 263, nel 1931 secondo l'ISTAT erano in complesso con dimora abituale 985, nel 1936 in complesso 1054, mentre in centro 418 e nel 1951 erano 271. Nel 2011 invece gli abitanti erano 100 in media a causa del rapido spopolamento avvenuto nel corso degli anni cinquanta, ad oggi la popolazione varia tra una ventina di abitanti in inverno ad all'incirca 180 in estate.

### Suddivisione del paese
Il paese di Corezzo è suddiviso nelle seguenti aree:
- Piazza Europa, è la piazza principale del paese realizzata all’inizio del novecento al posto della vecchia torre del cassero.
- Il Borgo, situato a sud di piazza Europa scendendo una discesa.
- Il Castello, situato sempre a sud di piazza Europa, è arroccato e collocato tra il Borgo e la piazza.
- Via dello Spedale, si situa tra piazza Europa e la strada verso la chiesa di Sant’Andrea, è un vicolo dove all’epoca c’era l’Hospitale di San Giuliano, inoltre era presente anche un’antico forno a legna per il pane, che è stato recentemente chiuso.
- Casellini, si situano nella zona dietro la chiesa dove all’epoca ci lavoravano il grano.
- Il Poggio[23], è l’area dove si trova l’attuale campo di calcio .

## Galleria d'immagini

Corezzo vista dall'alto
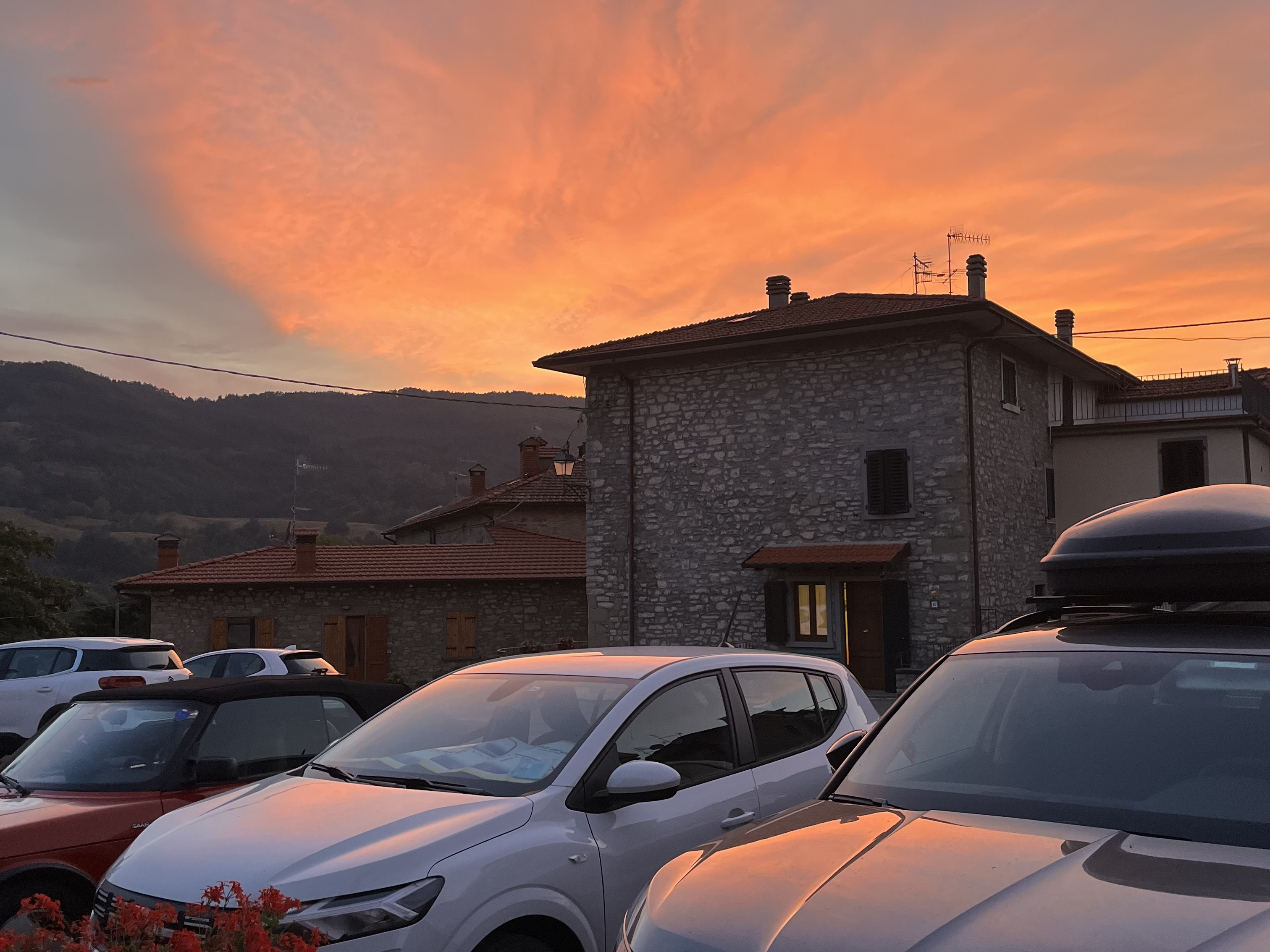
Piazza Europa con tramonto
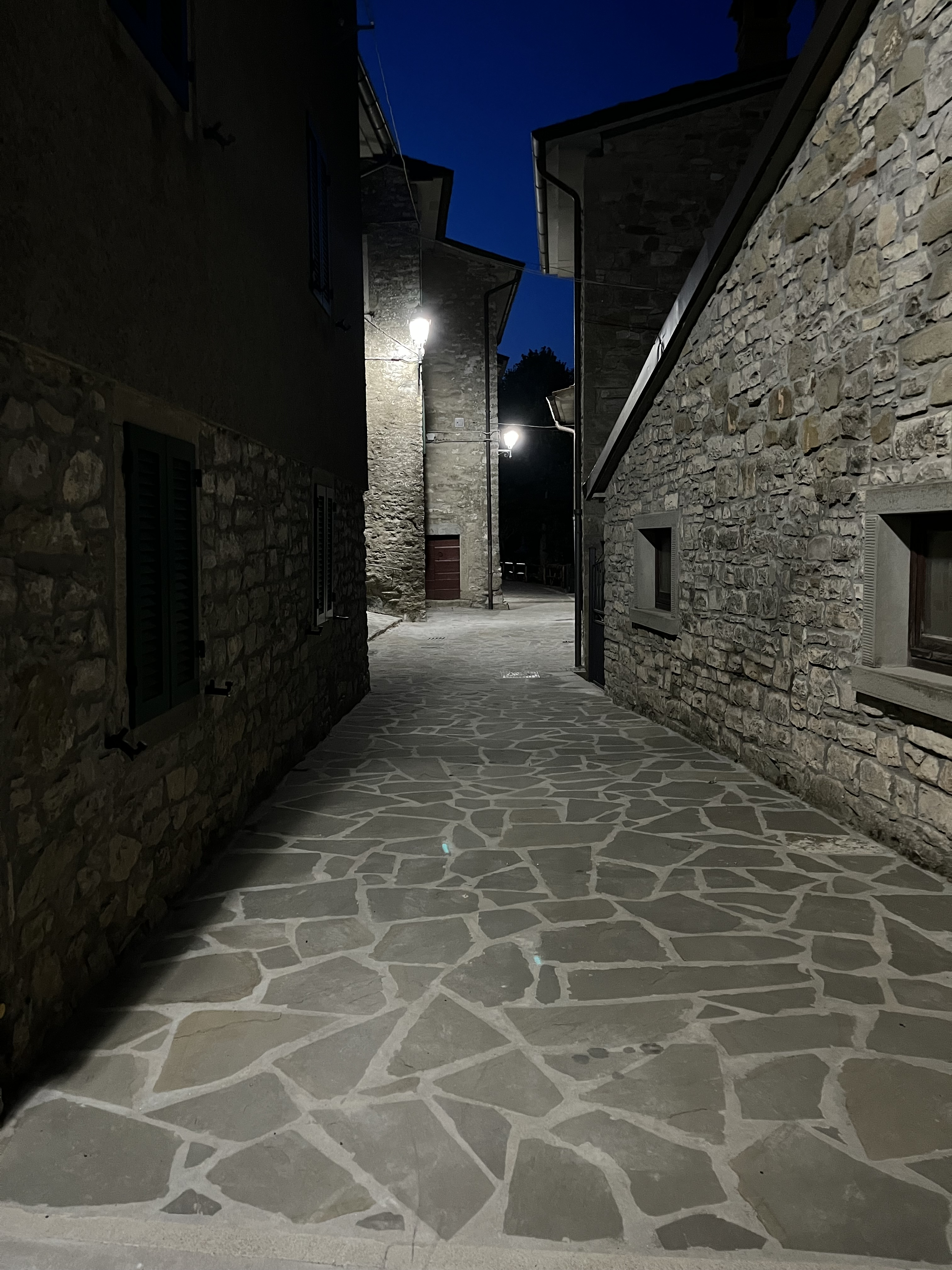
Via dello spedale di notte
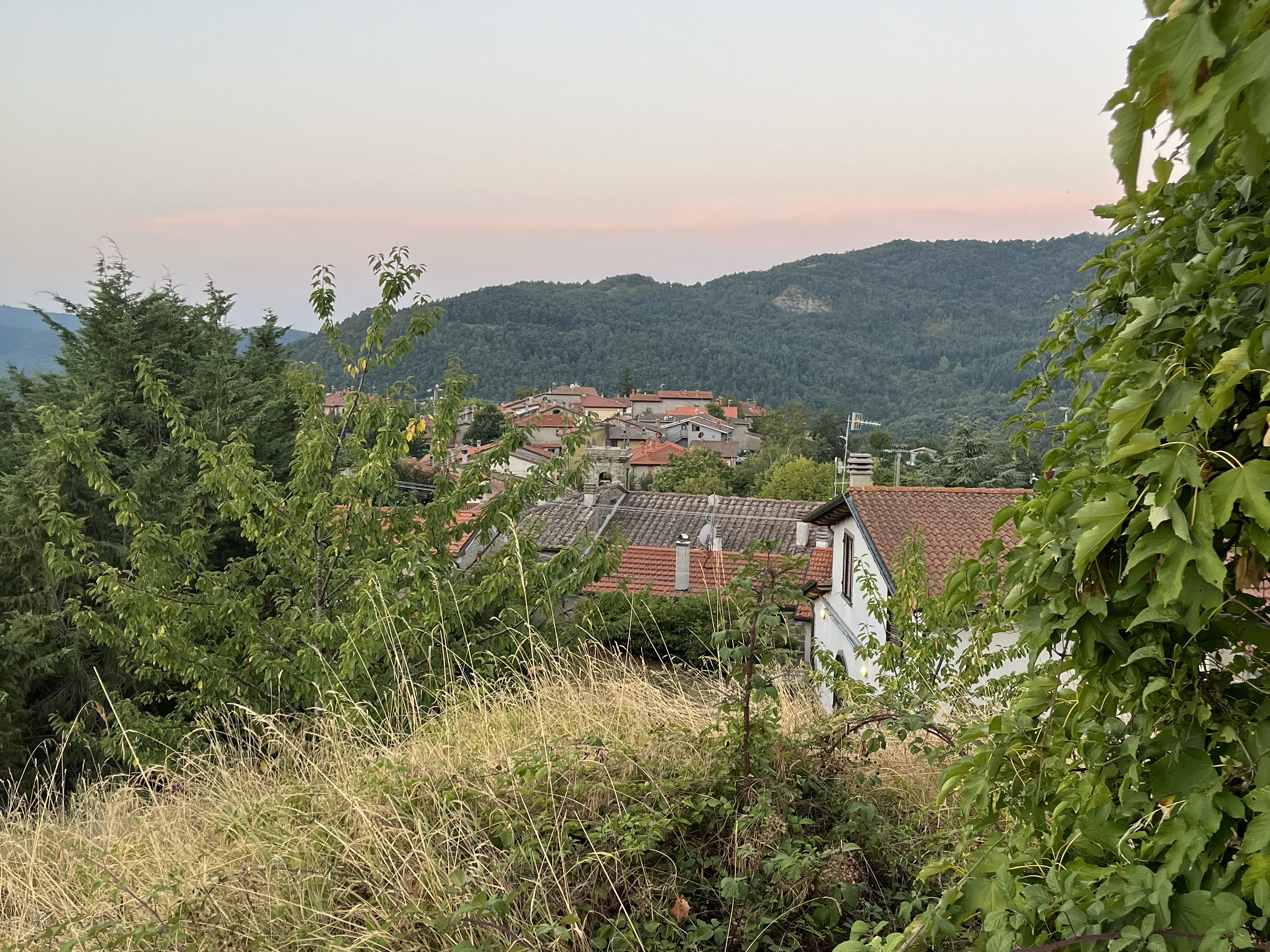
Corezzo dall'alto
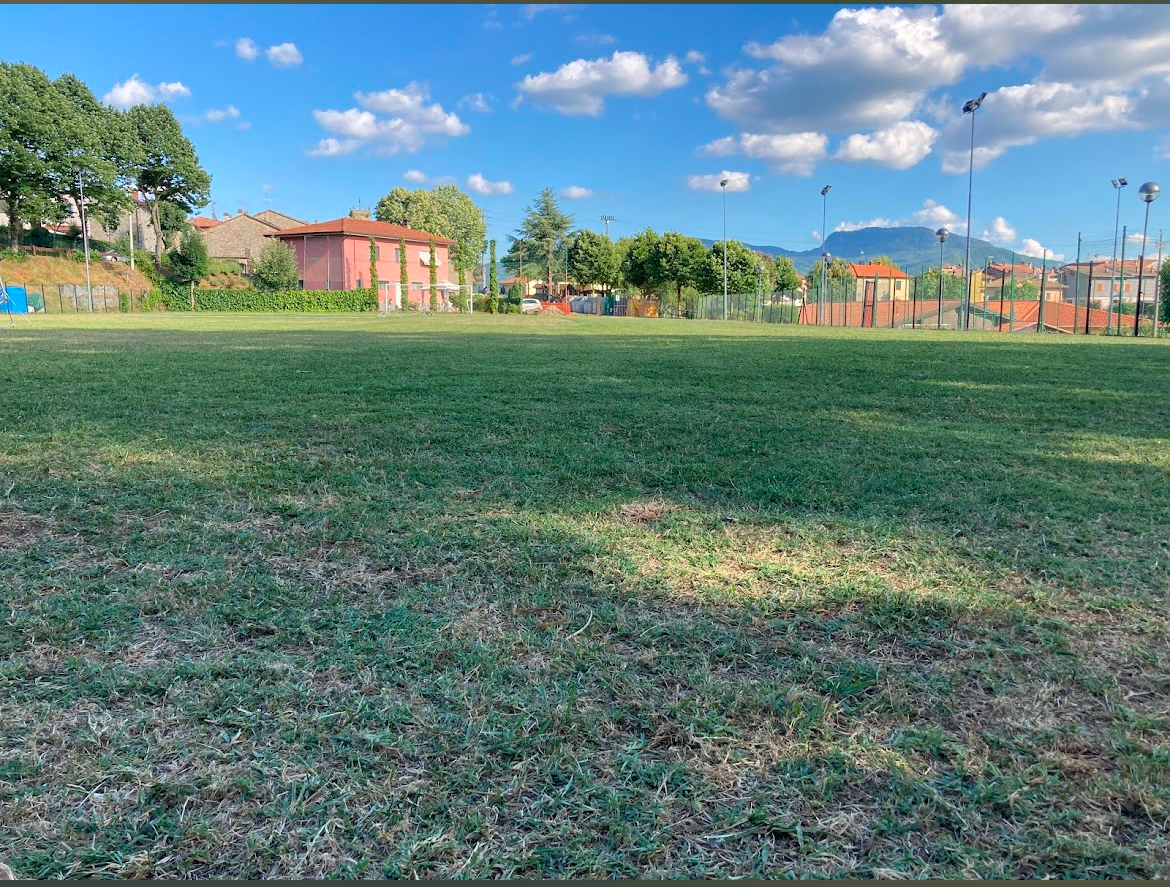
Campo da calcio
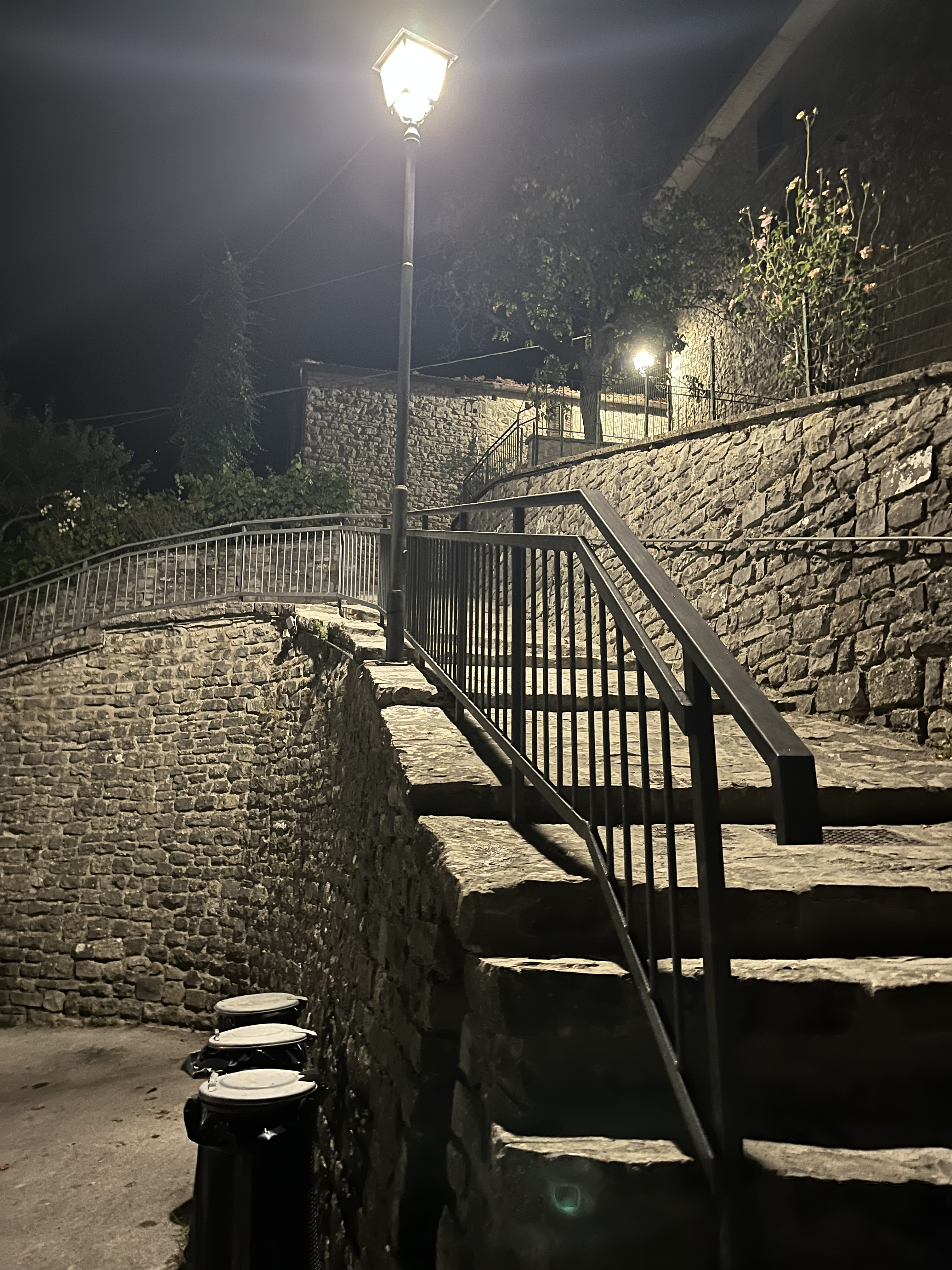
Le scale di castello (borgo) di notte
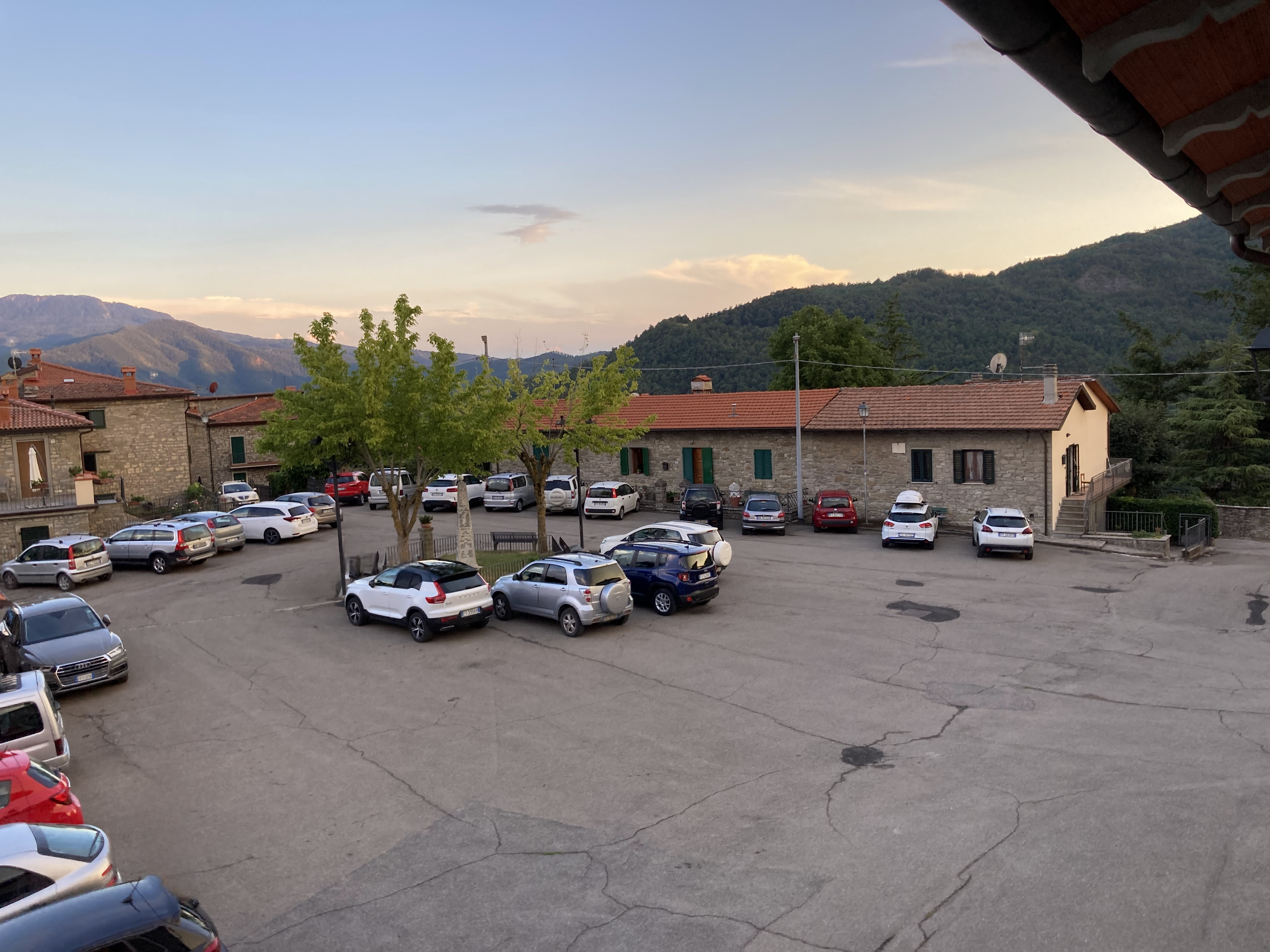
Piazza Europa vista dall'alto
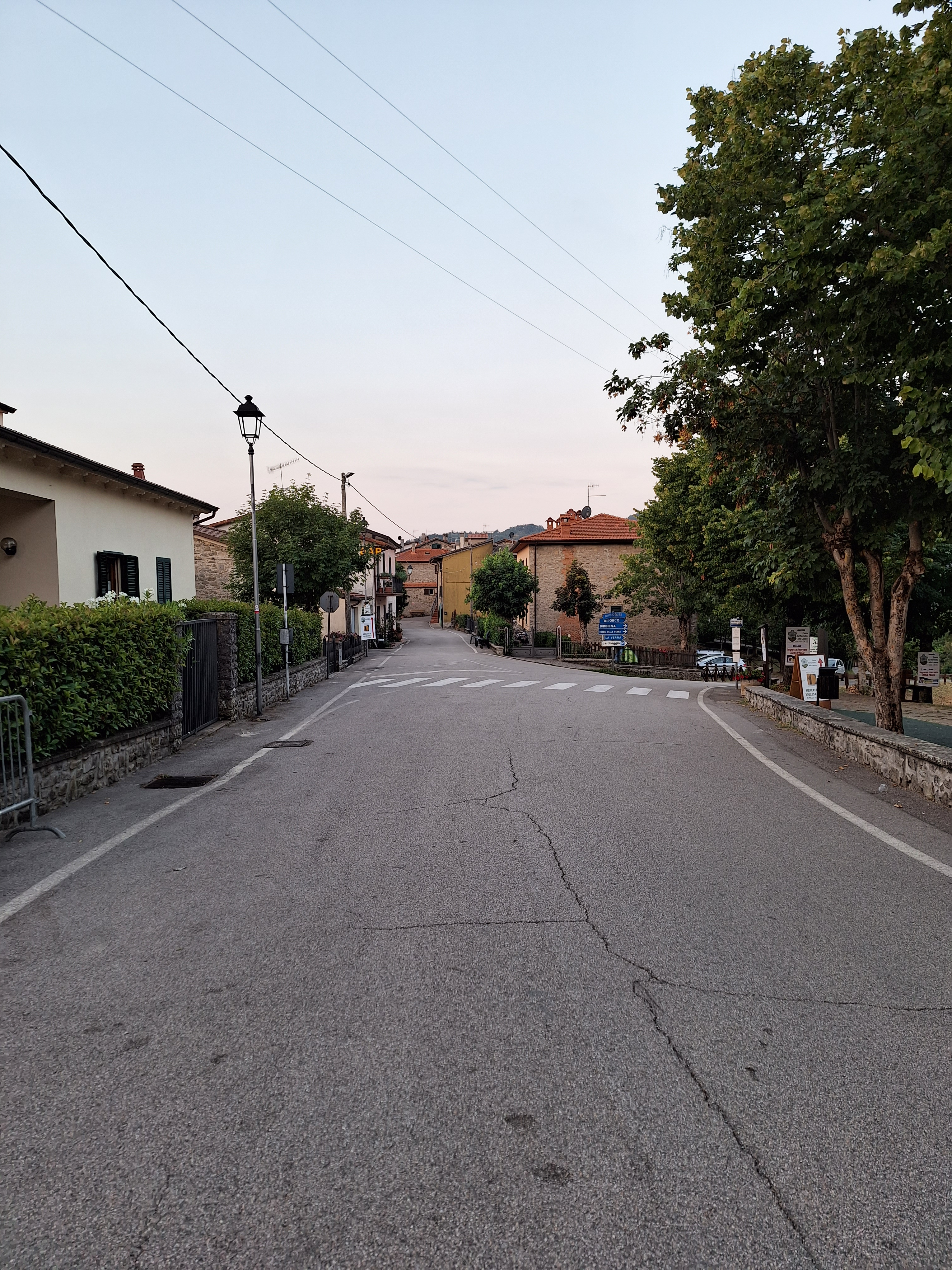
Entrata al paese dalla strada provinciale
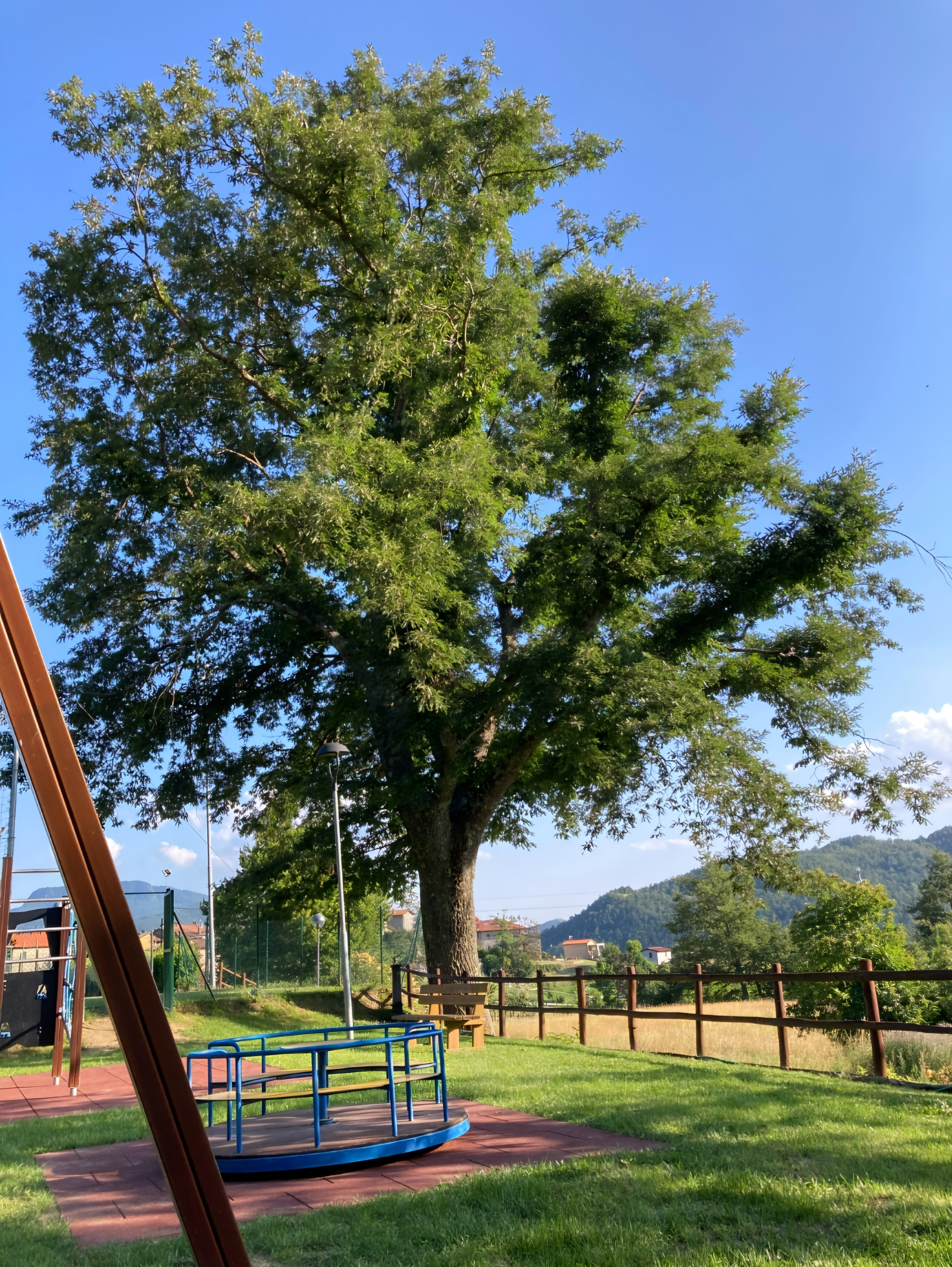
Giardini II posti all'entrata del paese

## Galleria di immagini storiche
Tutte le foto sono datate nella prima metà del novecento.

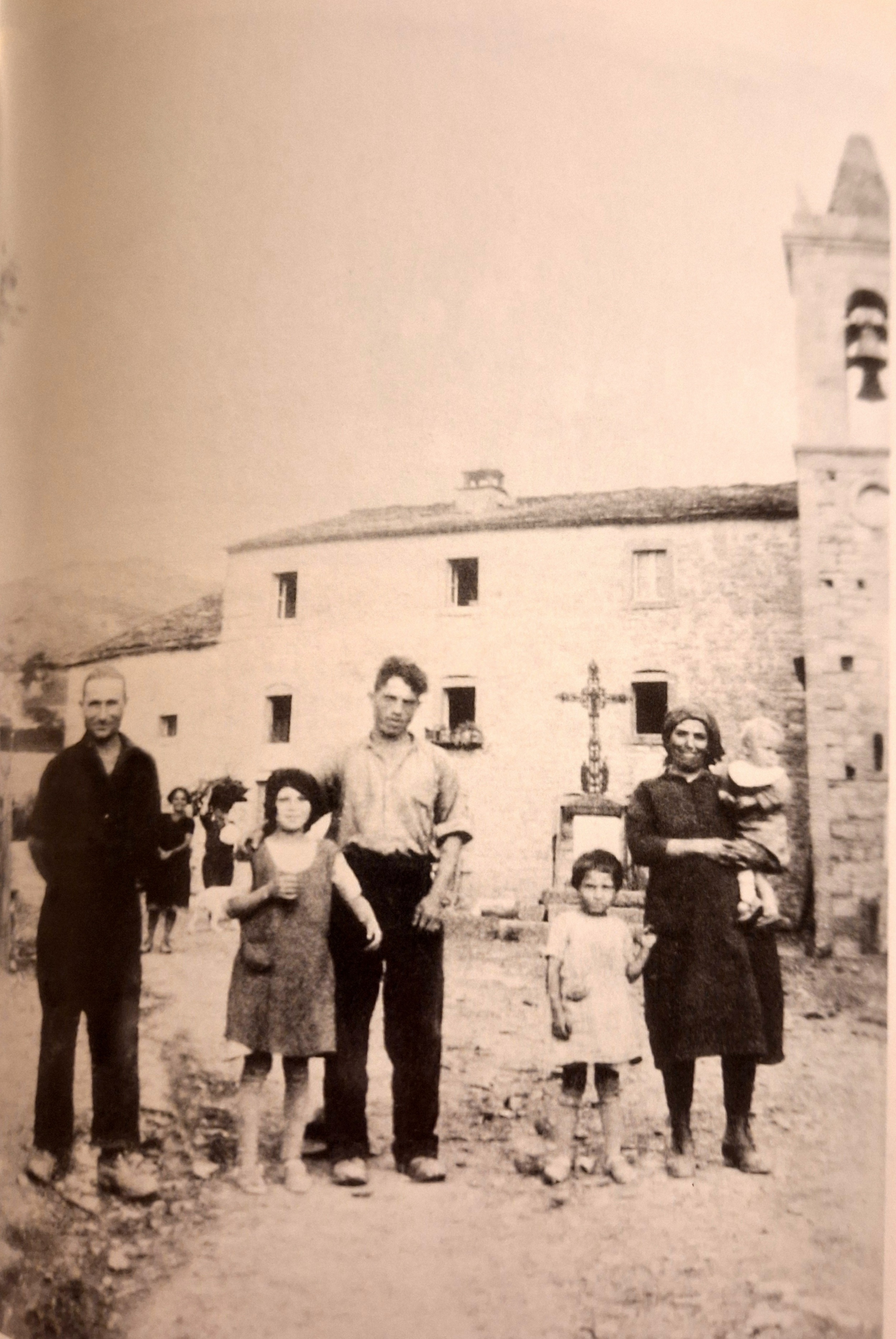
Canonica di Corezzo
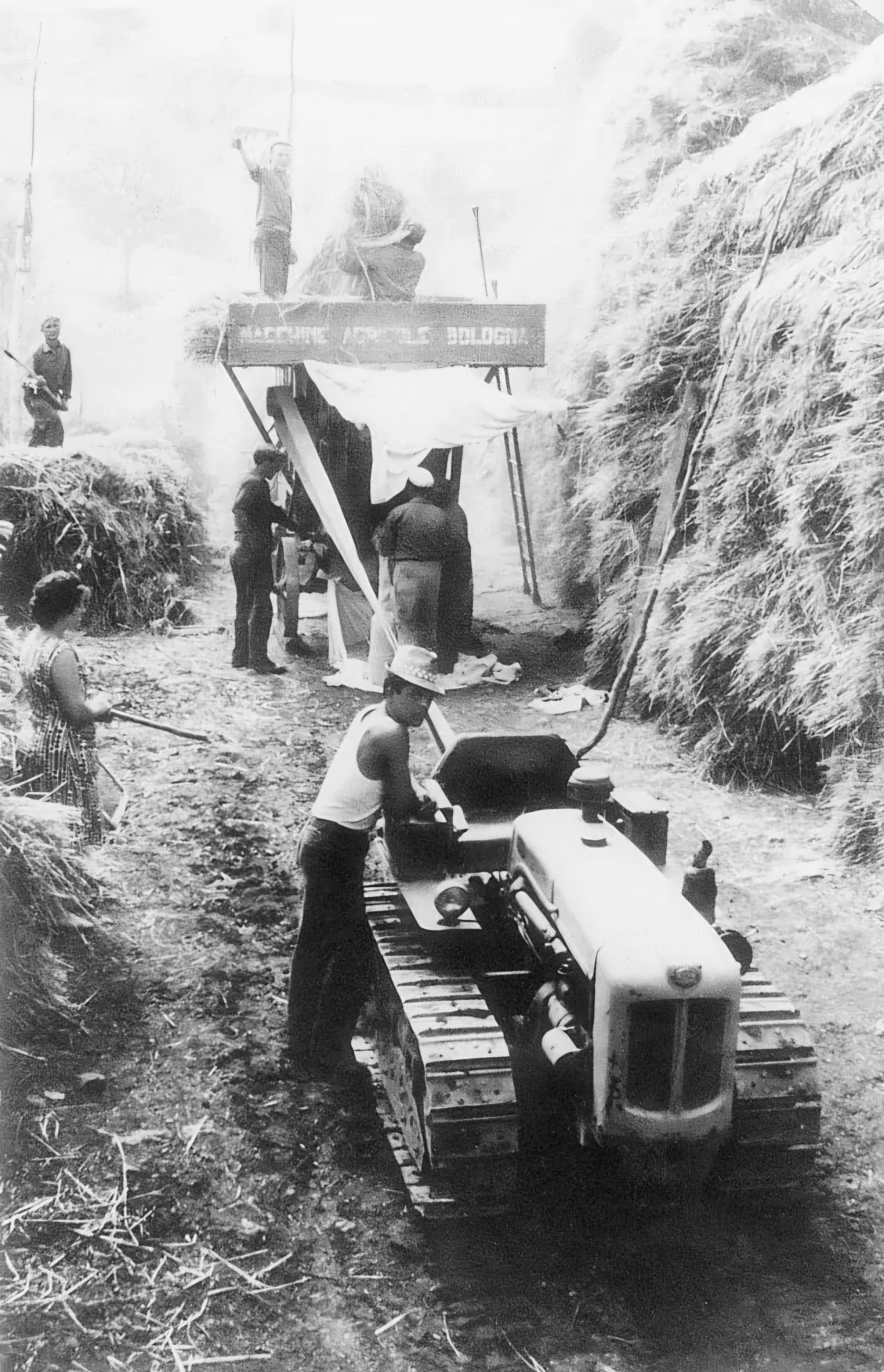
Contadini al lavoro
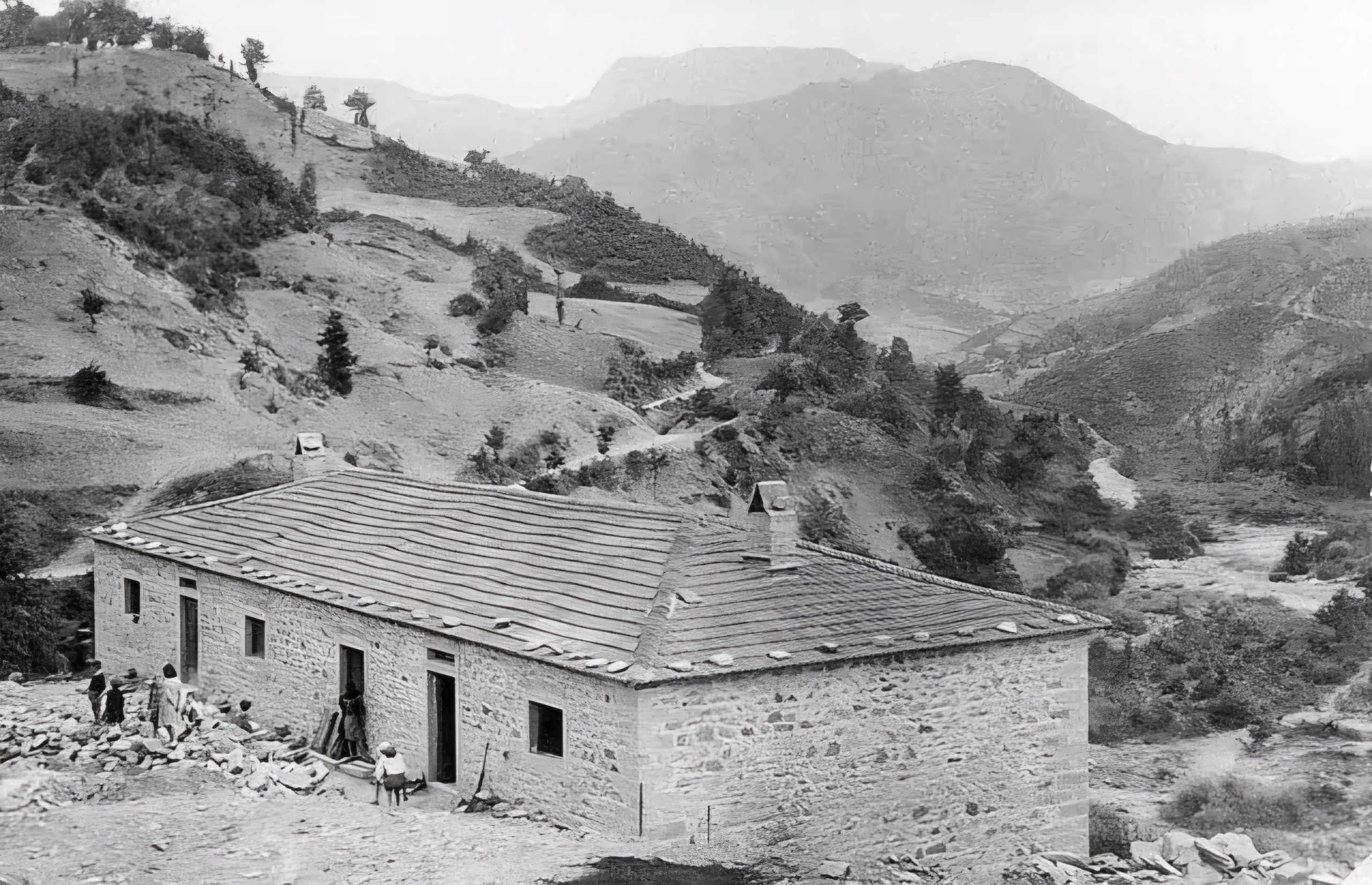
Edificio posto nella strada che porta al mulino di Corezzo
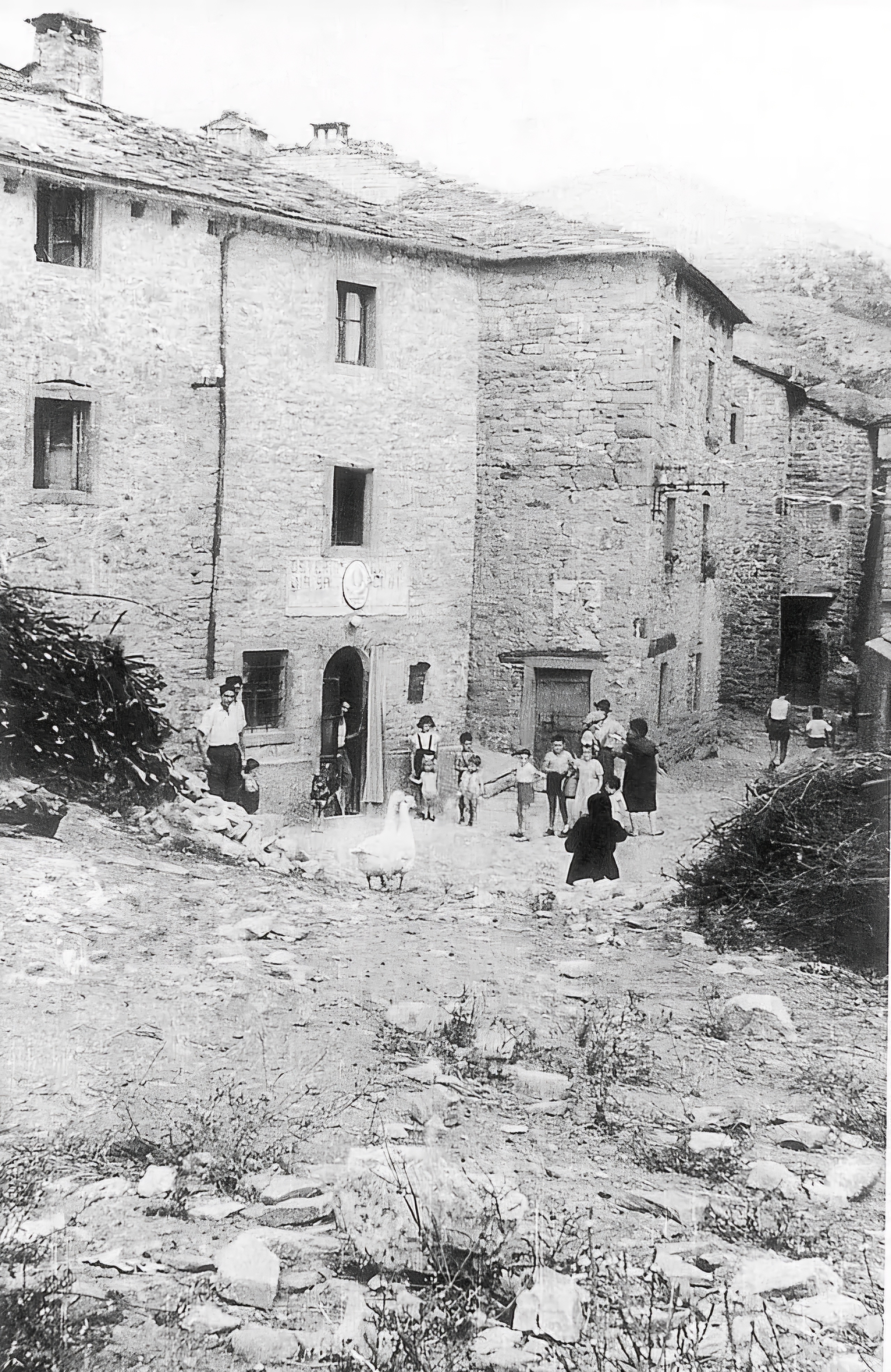
Osteria posta poco prima dell'inizio di via dello spedale
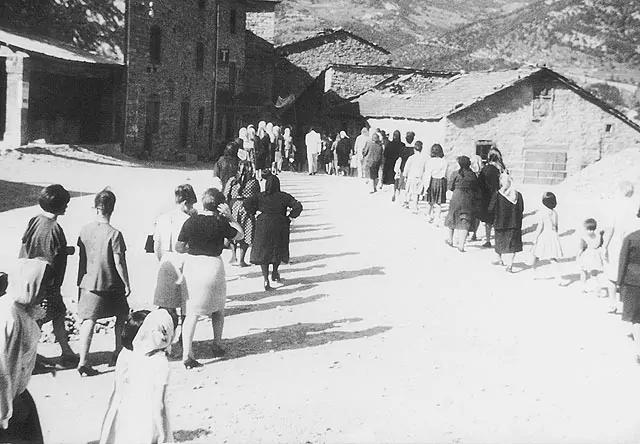
Passaggio della processione in piazza Europa
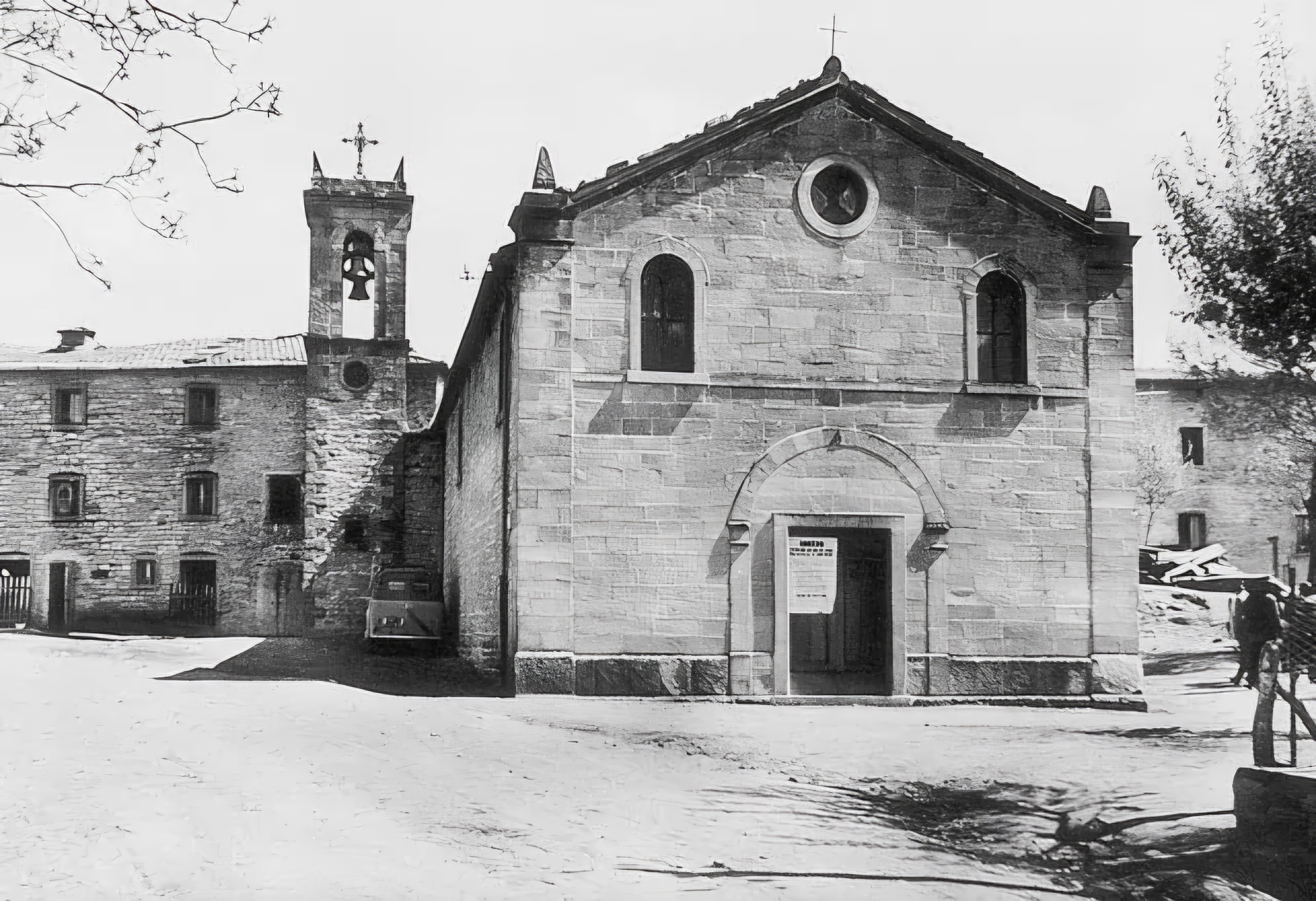
Chiesa di Sant'Andrea
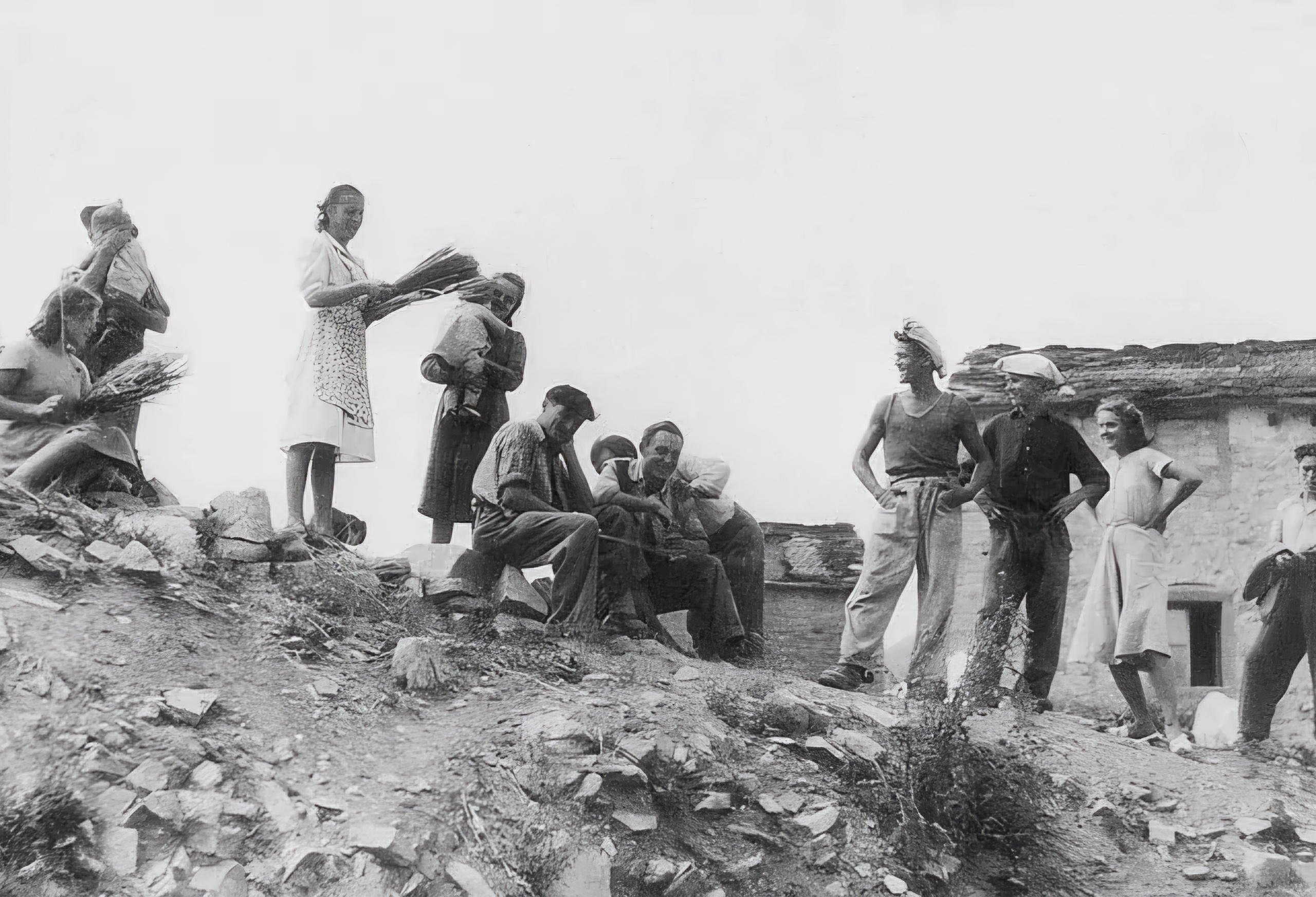
Corezzini in Piazza Europa prima della sua realizzazione
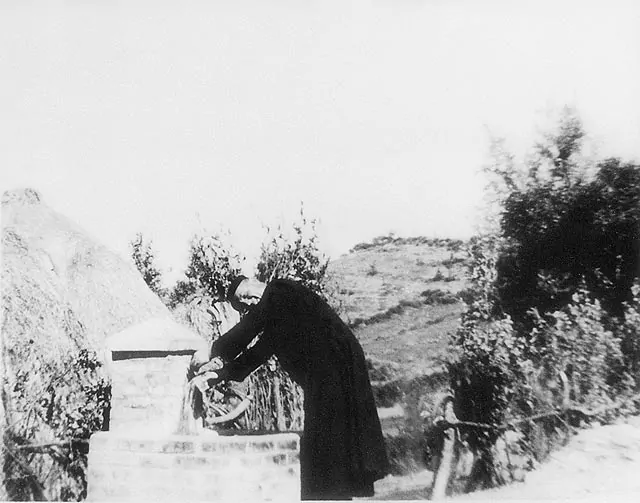
Parroco al fontino
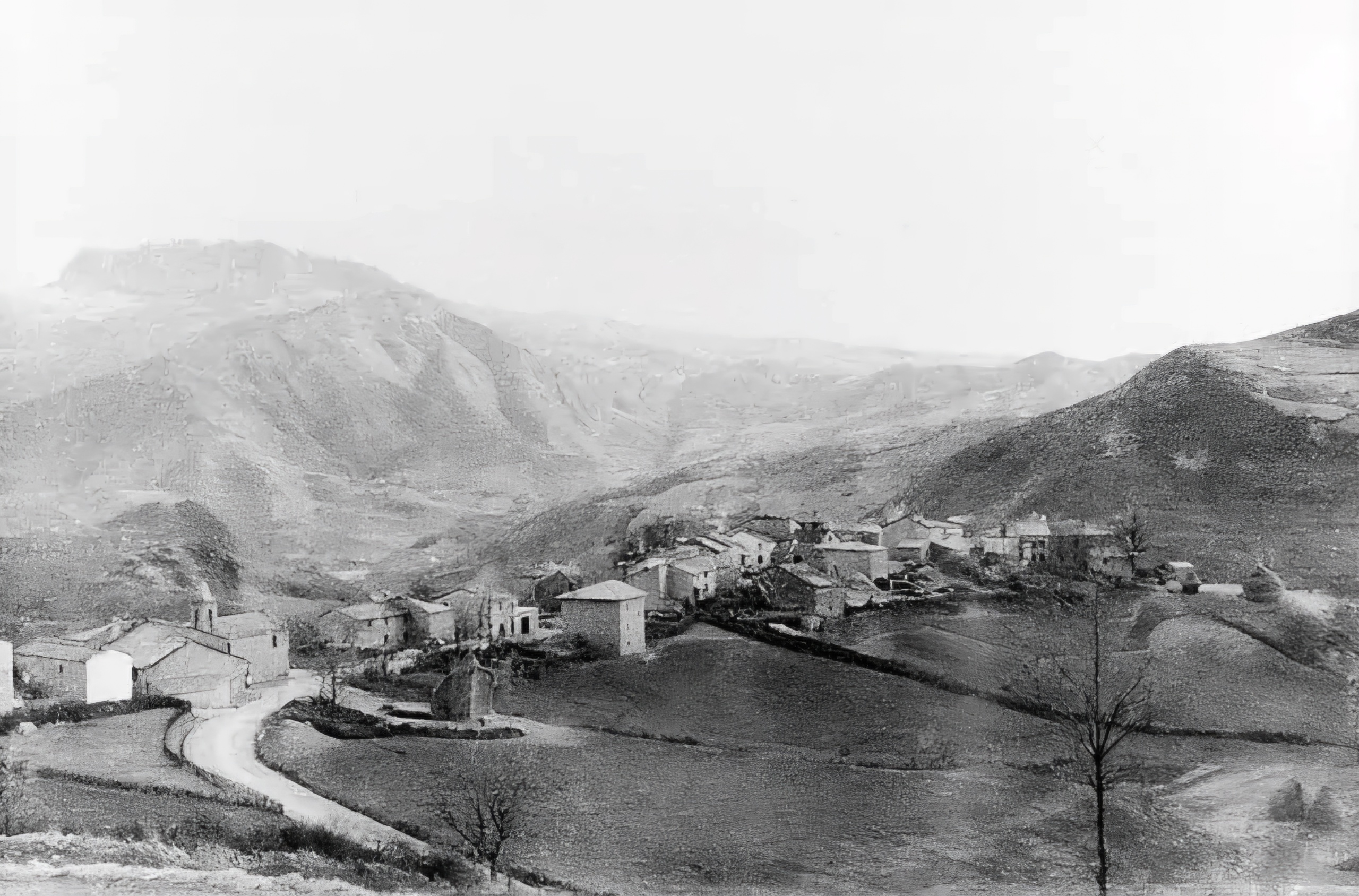
Vista aerea del paese
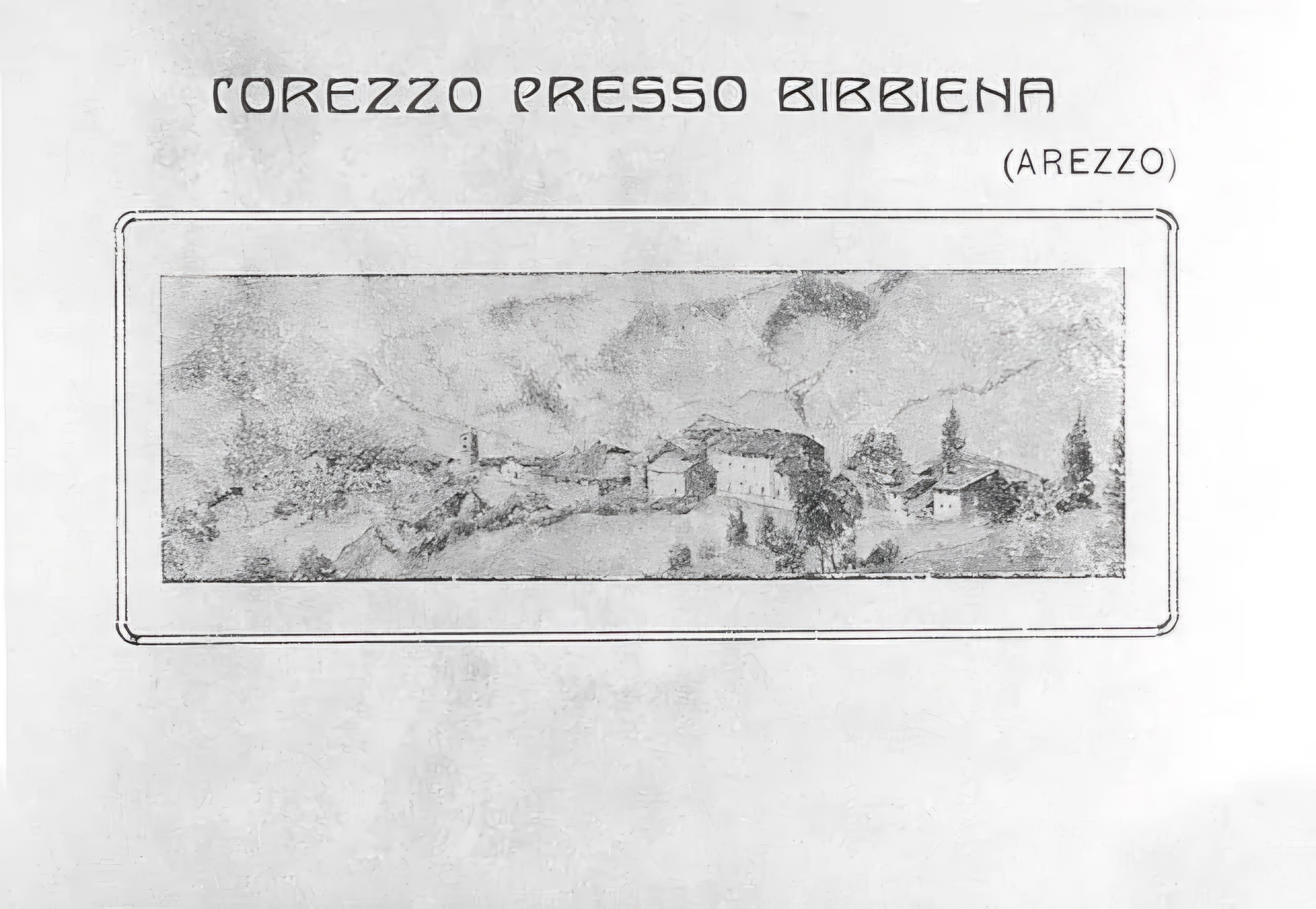
Rappresentazione grafica del paese